# Stadtbefestigung von Chiang Mai

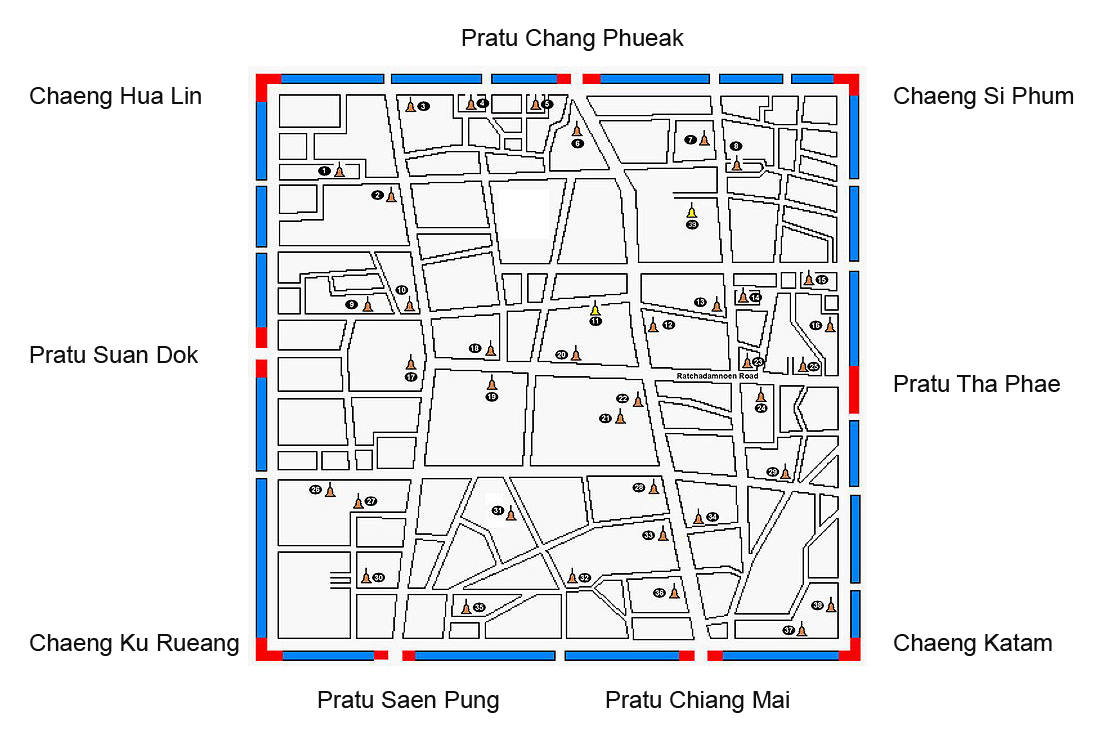
Schematischer Verlauf der Stadtbefestigung mit rot hervorgehobenen Stadttoren und Eckbastionen

Die Stadtbefestigung von Chiang Mai (thailändisch กำแพงเมืองเชียงใหม่) befindet sich in Chiang Mai, der Hauptstadt des gleichnamigen Landkreises Amphoe Mueang Chiang Mai und der gleichnamigen Provinz Changwat Chiang Mai im Norden von Thailand. Unmittelbar mit der Stadtgründung im Jahre 1296 begannen auch die Arbeiten an der Stadtbefestigung. In ihrer heutigen Gestalt geht die Befestigung jedoch auf die Wende des 18. zum 19. Jahrhundert zurück, als nach dem Abzug der Burmesen insbesondere die Eckbastionen hinzugefügt wurden, um einer neuerlichen burmesischen Bedrohung zu begegnen.

## Geschichte

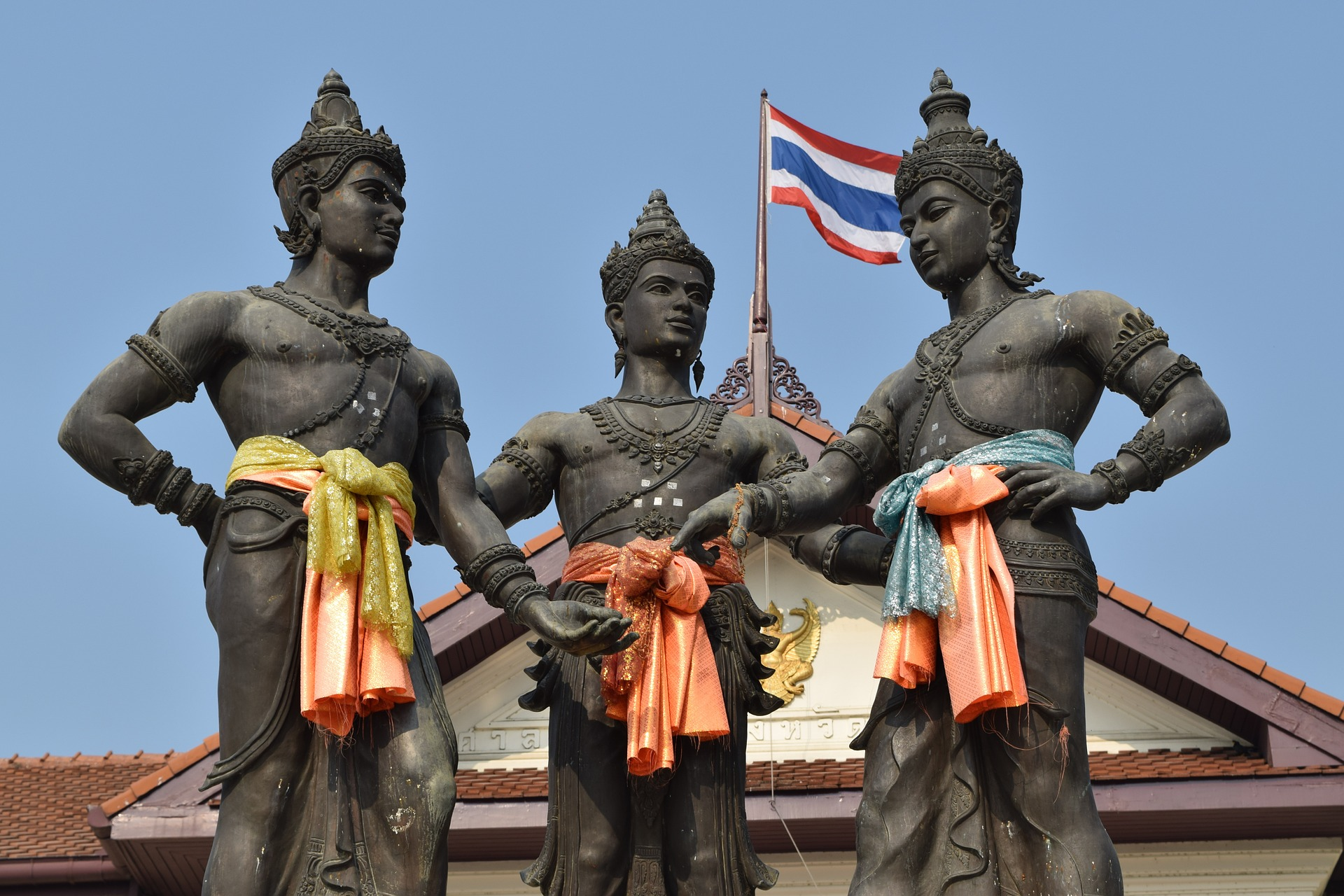
König Mengrai von Lan Na (Mitte) zwischen den Königen Ngam Muang von Phayao (links) und Ramkhamhaeng von Sukhothai (rechts) im „Dreikönigsdenkmal“ von Chiang Mai

Der Überlieferung nach wurde die Errichtung der Stadtbefestigung von Chiang Mai im Zusammenhang mit der Begründung Chiang Mais als neue Hauptstadt des Reiches von Lan Na von König Mengrai angeordnet und am 12. April 1296 begonnen. Mit den Arbeiten sollen 90.000 Männer vier Monate lang beschäftigt gewesen sein. Die Stadttore wurden zum Teil erst im 14. und frühen 15. Jahrhundert hinzugefügt. Bis zur Eroberung Chiang Mais durch die Burmesen im Jahre 1556 wurden regelmäßige Instandsetzungsarbeiten durchgeführt. Diese ruhten erst während der mehr als zweihundertjährigen burmesischen Oberherrschaft über die Stadt (1556 bis 1775). Nach deren Abzug kam es Ende des 18. /Anfang des 19. Jahrhunderts zu einer neuerlichen Restaurierung und Verstärkung des Befestigungswerks. Insbesondere wurden dabei die Ecken der Stadtmauern mit mächtigen, nach außen hervor springenden Bastionen versehen und die Stadtbefestigung erhielt das Aussehen, das sich streckenweise auch heute noch dem Besucher darbietet. Zur letzten Instandsetzung kam es noch einmal um das Jahr 1880 herum.
Eine massive Zerstörung des Mauerwerks erfolgte während des Zweiten Weltkrieges, als japanische Truppen weite Teile der Stadtmauern abbrachen, um die Steine beim Straßenbau sekundär zu verwenden. Eine partielle Rekonstruktion der Mauern, Tore und Bastionen wurde dann ab den 1970er Jahren vorgenommen. 2015 wurde Chiang Mai mit seinen Denkmalen, archäologischen Fundstätten und der umgebenden Kulturlandschaft auf die Kandidatenliste für das UNESCO-Weltkulturerbe gesetzt. Seither steht auch die ehemalige Umwehrung der Stadt im besonderen Fokus der thailändischen Denkmalpflege.

## Struktur und Funktionen
Die Stadtbefestigung von Chiang Mai misst in einem annähernden Rechteck etwa 1.800 m mal 2.000 m und umfasst somit ein Areal von rund 3,6 Quadratkilometern. Sie besteht aus einem Wassergraben, der ursprünglich eine Breite von 18 Metern besessen hat und einer Backsteinmauer. Von zwischenzeitlich bis zu sechs, ebenfalls aus Ziegelsteinen gemauerten Toren sind heute noch fünf sichtbar. Vor den Toren querten Brücken aus Bambus den Stadtgraben. Bei Bedrohungslagen konnten diese leichten Brücken kurzerhand abgeräumt werden. Die vier Ecken der Umwehrung waren mit backsteinernen Bastionen besetzt, von denen die östlichen einen viereckigen, die westlichen hingegen einen rundlich-ovalen Grundriss besaßen.
Neben ihrer Aufgabe des militärischen Schutzes der Stadt erfüllte die Stadtbefestigung weitere Funktionen und bildeten einen der Brennpunkte des städtischen Lebens. Bis zum Zweiten Weltkrieg waren die Stadttore die einzigen, nur von Sonnenaufgang bis Sonnenuntergang geöffneten und gut bewachten Zugänge zur Stadt, so dass Zollaufgaben zu postulieren sind. An allen Stadttoren fanden regelmäßig Märkte statt.
Die folgenden besonderen Bauwerke der Stadtumwehrung – Stadttore und Bastionen – sind, beginnend mit dem Nordtor, im Uhrzeigersinn aufgeführt:

### Pratu Chang Phueak (Nordtor)
Das Nordtor trug ursprünglich den Namen Pratu Hua Vieng, der die Bedeutung „Erstes Tor um die Stadt zu betreten“ besitzt. Um 1400 wurde es umbenannt und erhielt seinen heute noch gebräuchlichen Namen Pratu Chang Phueak (ประตูช้างเผือก), „Tor des weißen Elefanten“. Der weiße Elefant spielt in der Stadtmythologie eine wichtige Rolle: Der Überlieferung zufolge wurde in der Chedi des Wat Suan Dok eine 1371 vom Mönch Sumana aus Sukhothai nach Chiang Mai mitgebrachte Reliquie des Buddha verwahrt. Diese teilte sich eines Tages auf wundersame Weise. Um einen Platz für die neue Reliquie zu finden, befestigte man diese auf dem Rücken eines weißen Elefanten, den man danach freiließ. Der Elefant marschierte durch das Nordtor zum Berg Doi Suthep und bestieg diesen. Nach einer insgesamt dreitägigen Wanderung gelangte er an einen Felsvorsprung, unter dem der Einsiedler Wasuthep lebte. Dort trompetete der Elefant dreimal, drehte sich dreimal im Kreis, kniete nieder und verendete. Für die Reliquie wurde an dieser Stelle der Wat Phra That Doi Suthep errichtet.
Die Wächtergottheit des Tores ist Chang Phueak Khantharakhito, der mit dem vedischen Gott Kubera gleichgesetzt werden kann.

### Chaeng Si Phum (Nordöstliche Bastion)
Chaeng Si Phum (แจ่งศรีภูมิ) ist eine massive backsteinerne, aus dem Mauerverlauf nach außen hervorspringende Bastion mit viereckigem Grundriss, die um die Wende des 18. zum 19. Jahrhundert unter König Chao Kawila der Umwehrung hinzugefügt wurde. Der Name Si Phum bedeutet „Ruhm des Landes“ und geht auf eine mythologische Kosmologie der Stadt zurück, die in einem magischen Kontext bestimmten Punkten der Stadttopographie bestimmte Eigenschaften zuwies.
Unweit der Si-Phum-Bastion befand sich im 15. und beginnenden 16. Jahrhundert vorübergehend ein weiteres Stadttor, das Pratu Si Phum, welches 1465 von König Tilokarat errichtet wurde, um von außerhalb der Stadtmauern einen direkten Zugang zu seinem Palast zu erhalten. Unter seinem Nachfolger Phrachao Yot Chiang Rai wurden das Tor bereits 1517 wieder aufgegeben und die Stadtmauer im Rahmen einer breit angelegten Instandsetzungsmaßnahme der gesamten Stadtumwehrung an dieser Stelle erneut aufgemauert.

Pratu Chang Phueak und Chaeng Si Phum
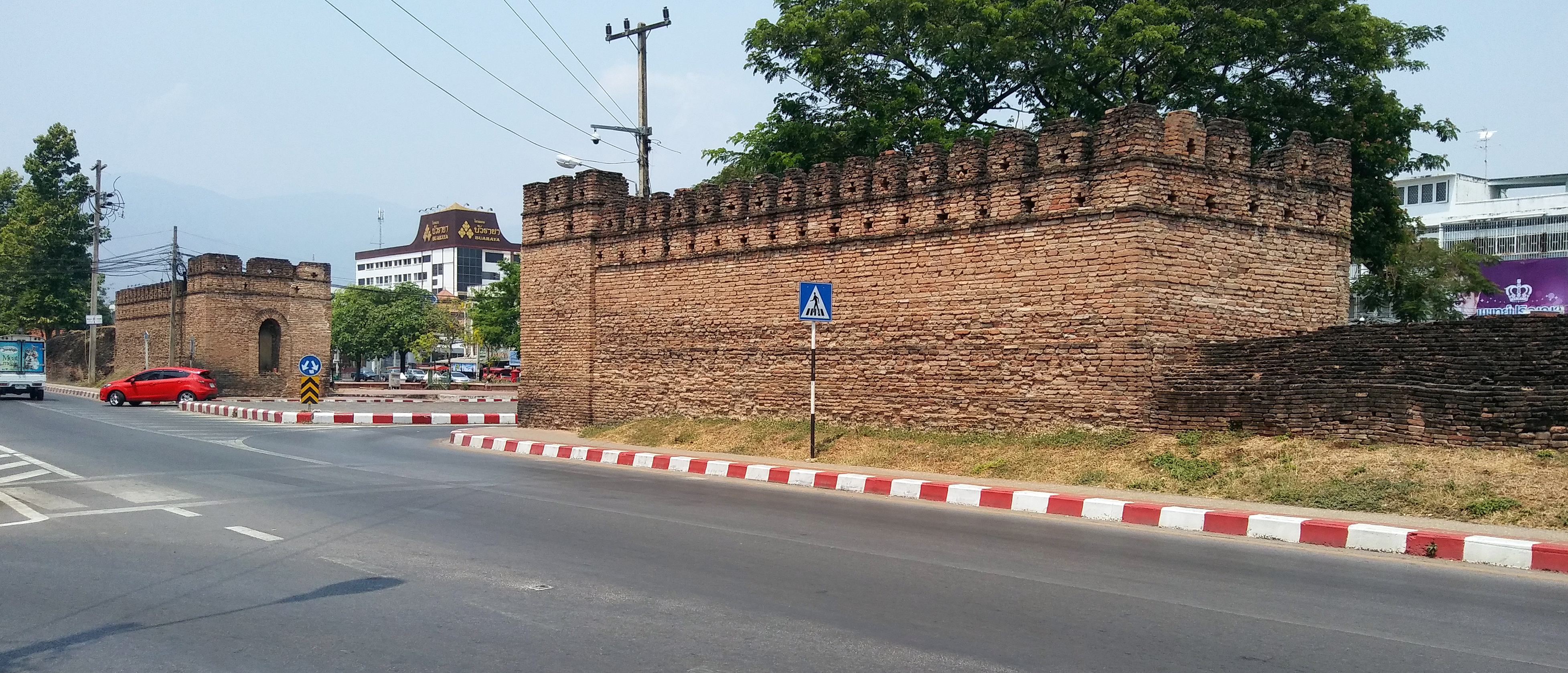
Pratu Chang Phueak
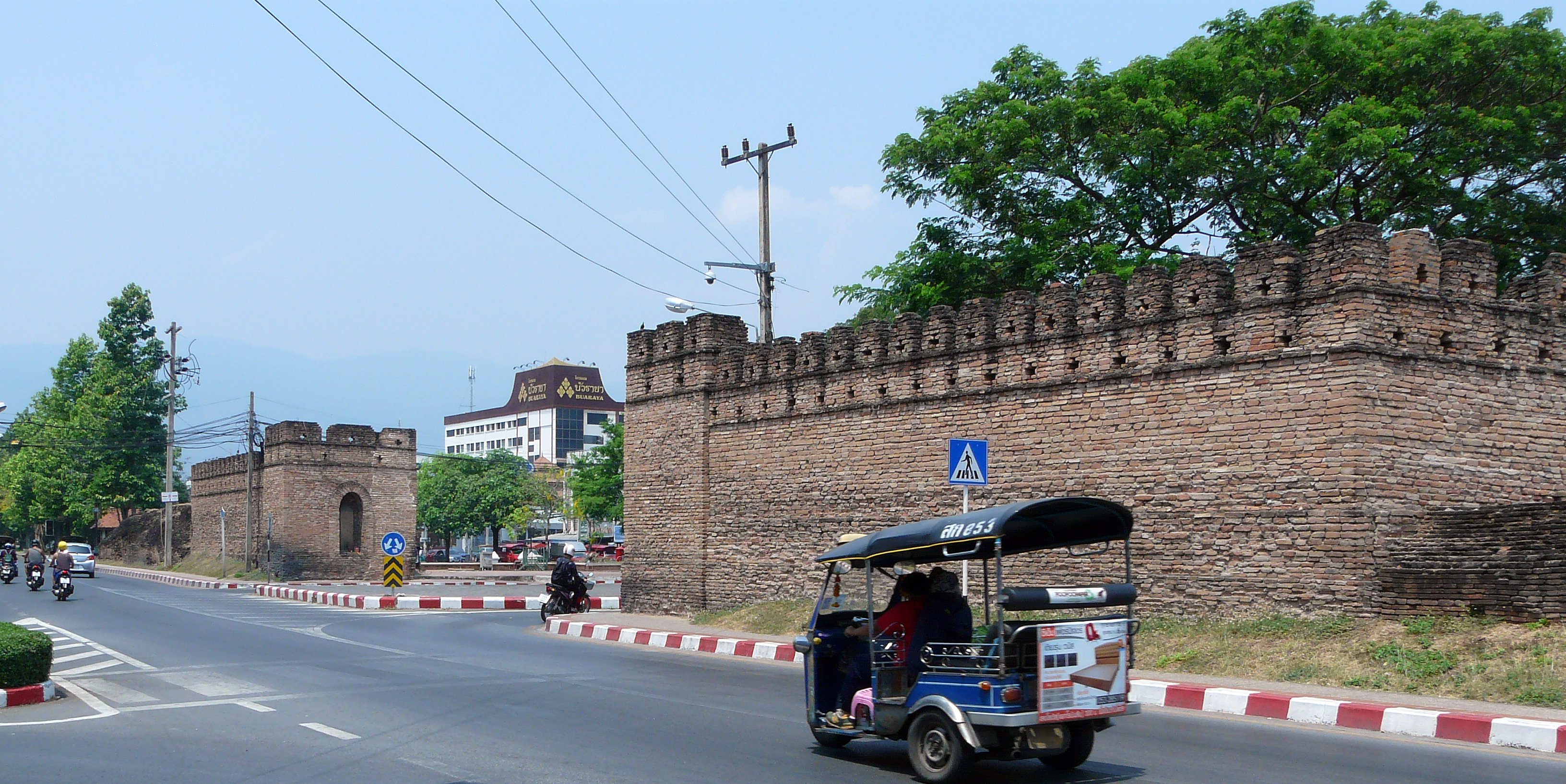
Pratu Chang Phueak
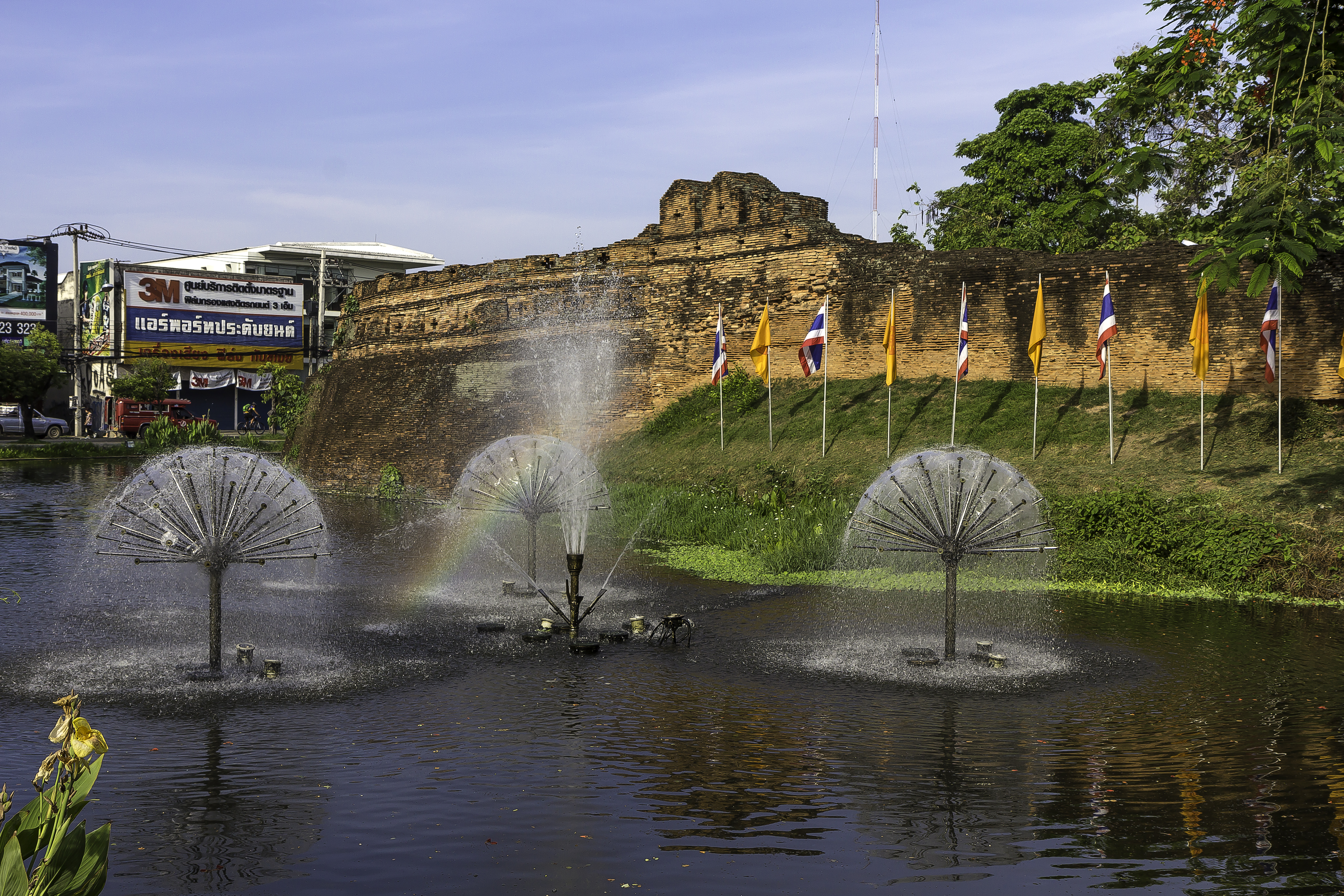
Chaeng Si Phum
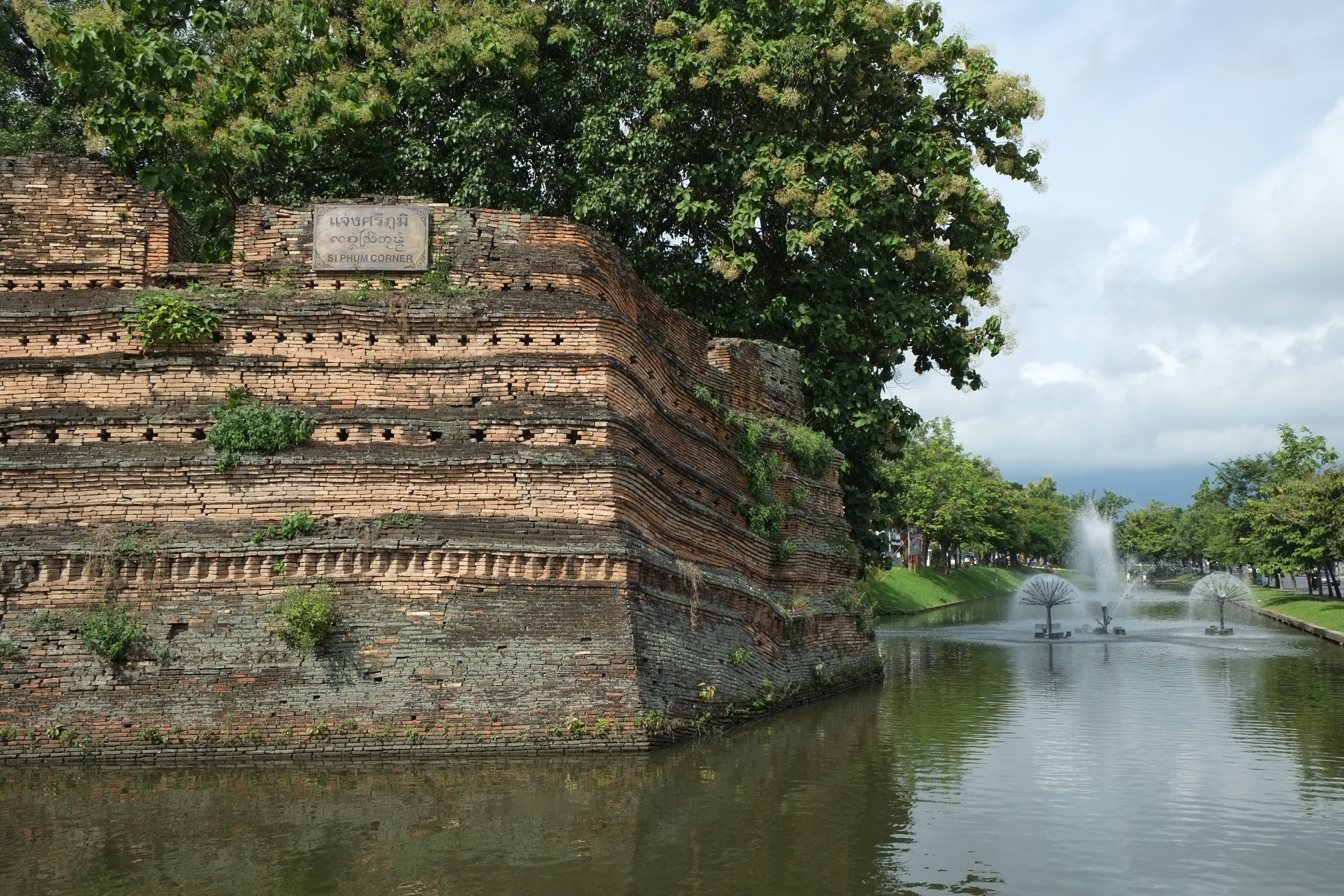
Chaeng Si Phum
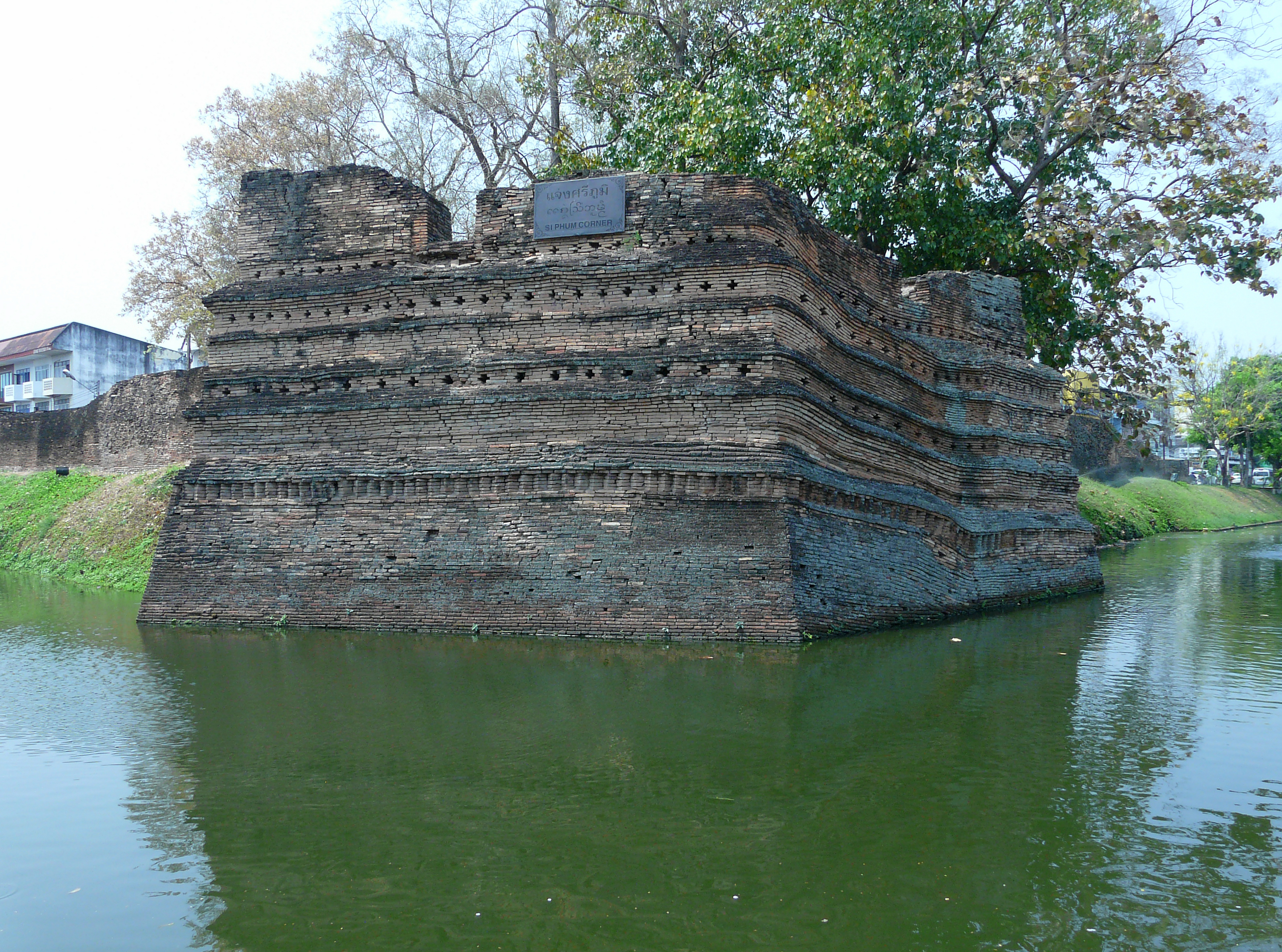
Chaeng Si Phum
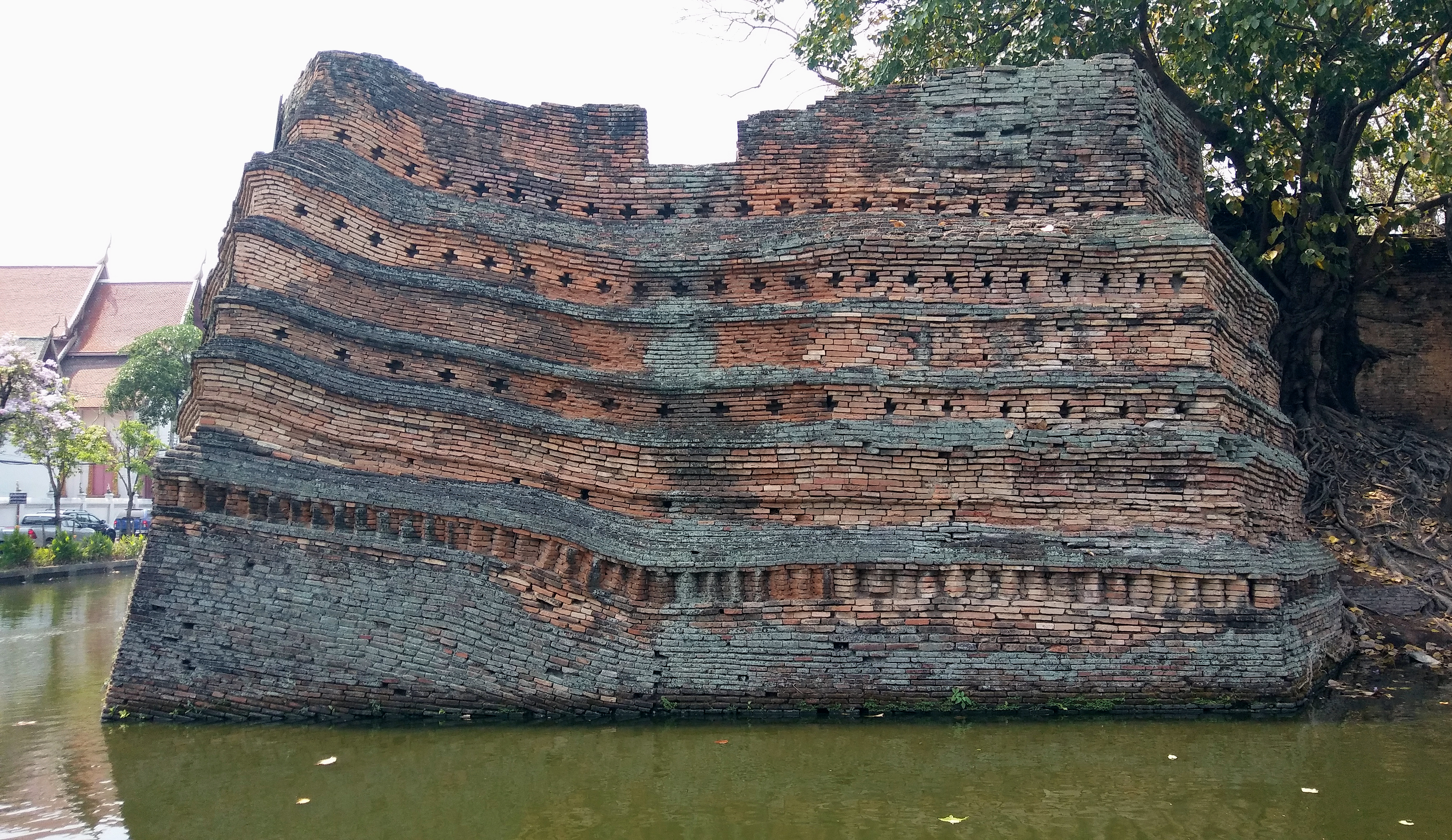
Chaeng Si Phum

### Pratu Tha Phae (Osttor)
Das östliche Tor hieß ursprünglich Pratu Chiang Ruak, benannt nach einer benachbarten Ortschaft. Erst im 19. Jahrhundert wurde es in Pratu Tha Pae (ประตูท่าแพ) umbenannt, was soviel bedeutet wie „Tor zum Hafen mit den Hausbooten“, nach anderen Angaben „Tor zur Floßlandestelle“. Hafen oder Lände befanden sich in östlicher Richtung, etwa einen Kilometer weit entfernt am Mae Nam Ping im Bereich der heutigen Nawarat-Brücke. Die Wächtergottheit dieses Tores ist Tha Pae Surakkhito, der dem vedischen Gott Indra entspricht.
Das rezente Stadttor ist eine moderne Rekonstruktion nach einer Photographie von 1891.
Der weitläufige Platz östlich des Tores dient heute als Treffpunkt der Jugend, zur Anfertigung von Hochzeitsfotos für Frischvermählte aus aller Welt und zur Veranstaltung diverser Festivitäten.

### Chaeng Katam (Südöstliche Bastion)
Chaeng Katam (auch: Khatam; แจ่งก๊ะต้ำ oder แจ่งขะต๊ำ) ist wie Chaeng Si Phum eine ziegelsteinerne Bastion mit viereckigem Grundriss, die aus dem Mauerverlauf nach außen hervorspringt. Sie wurde, wie alle anderen Zitadellen, um die Wende des 18. zum 19. Jahrhundert unter Chao Kawila der Umwehrung hinzugefügt.
Der Name Katam bedeutet „Fischfalle“ und weist auf den Umstand hin, dass an dieser Eckes der Stadtumwehrung der Graben in Richtung Mae Nam Ping entwässert wurde, so dass auf Grund des nährstoffreichen Abwassers dort besonders viel Fisch gefangen werden konnte.

Pratu Tha Phae und Chaeng Katam
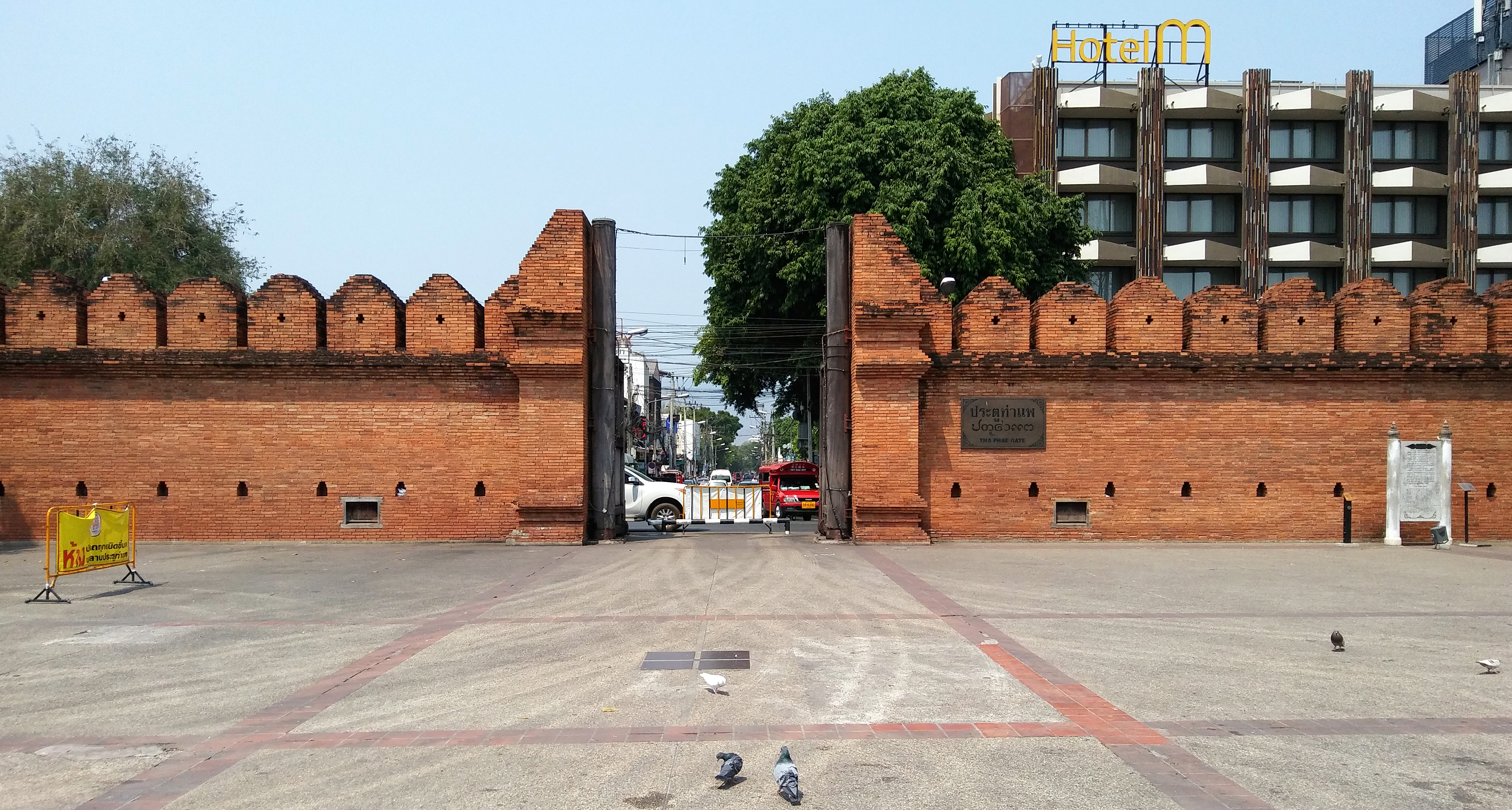
Pratu Tha Phae
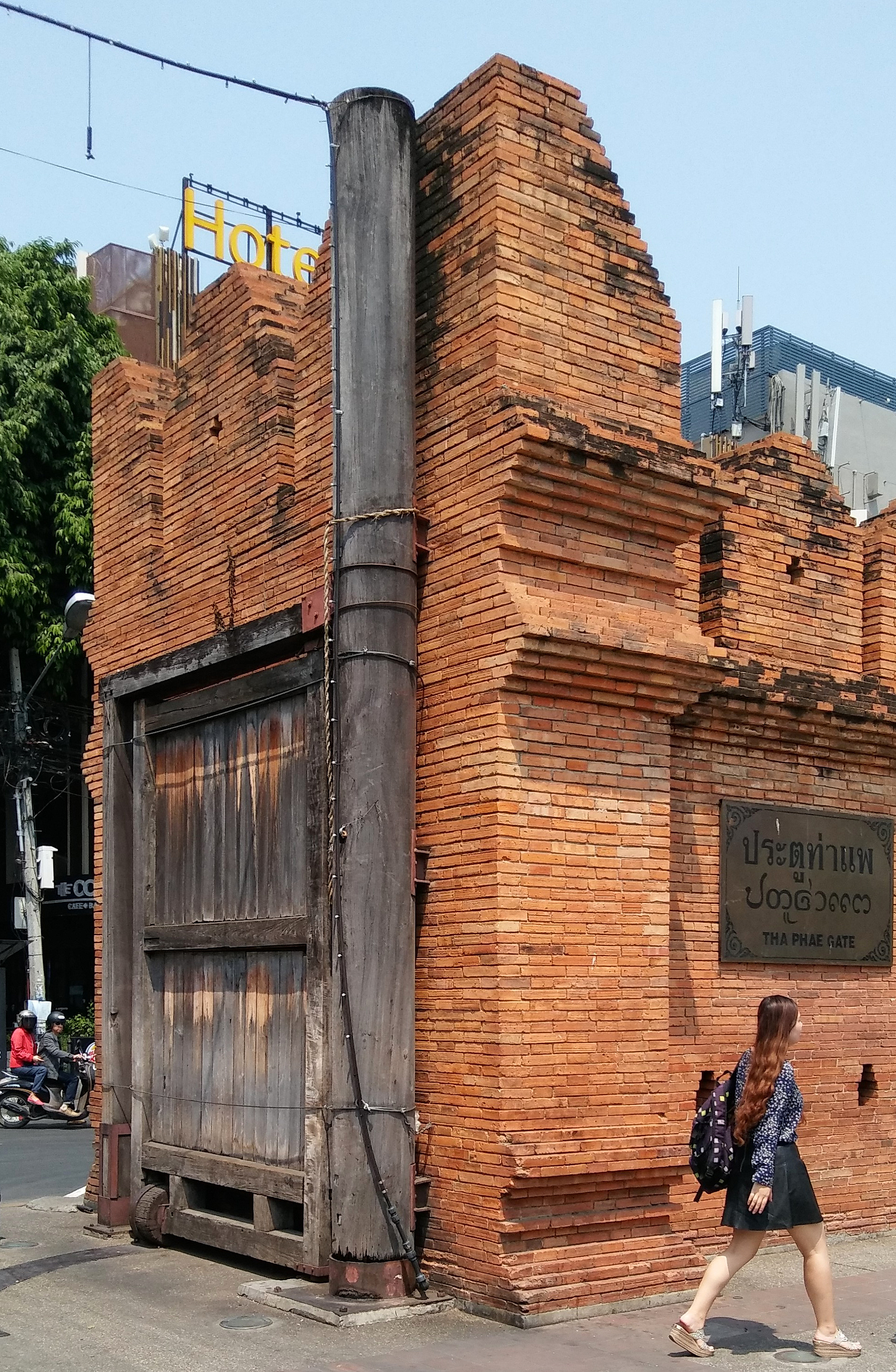
Pratu Tha Phae
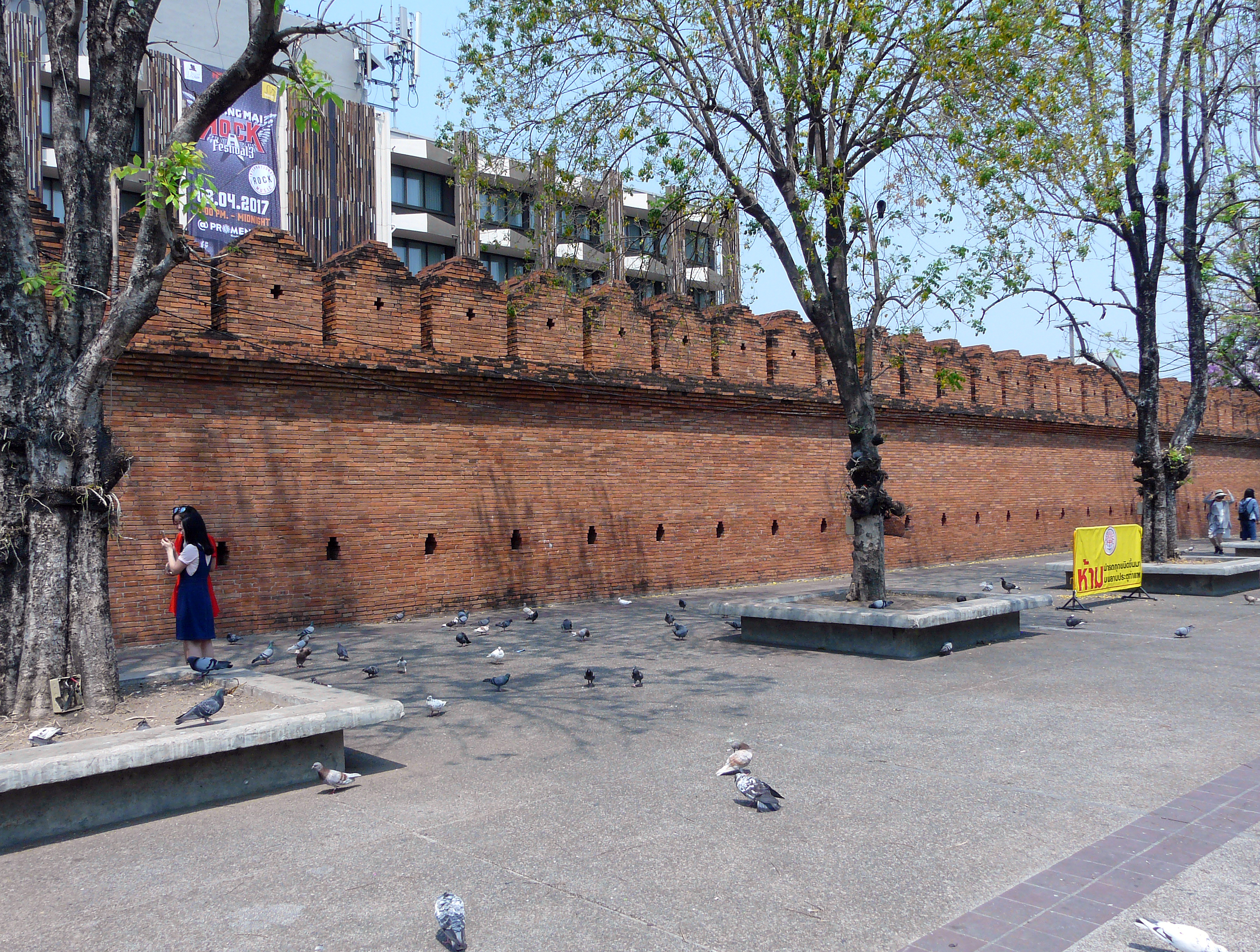
Pratu Tha Phae
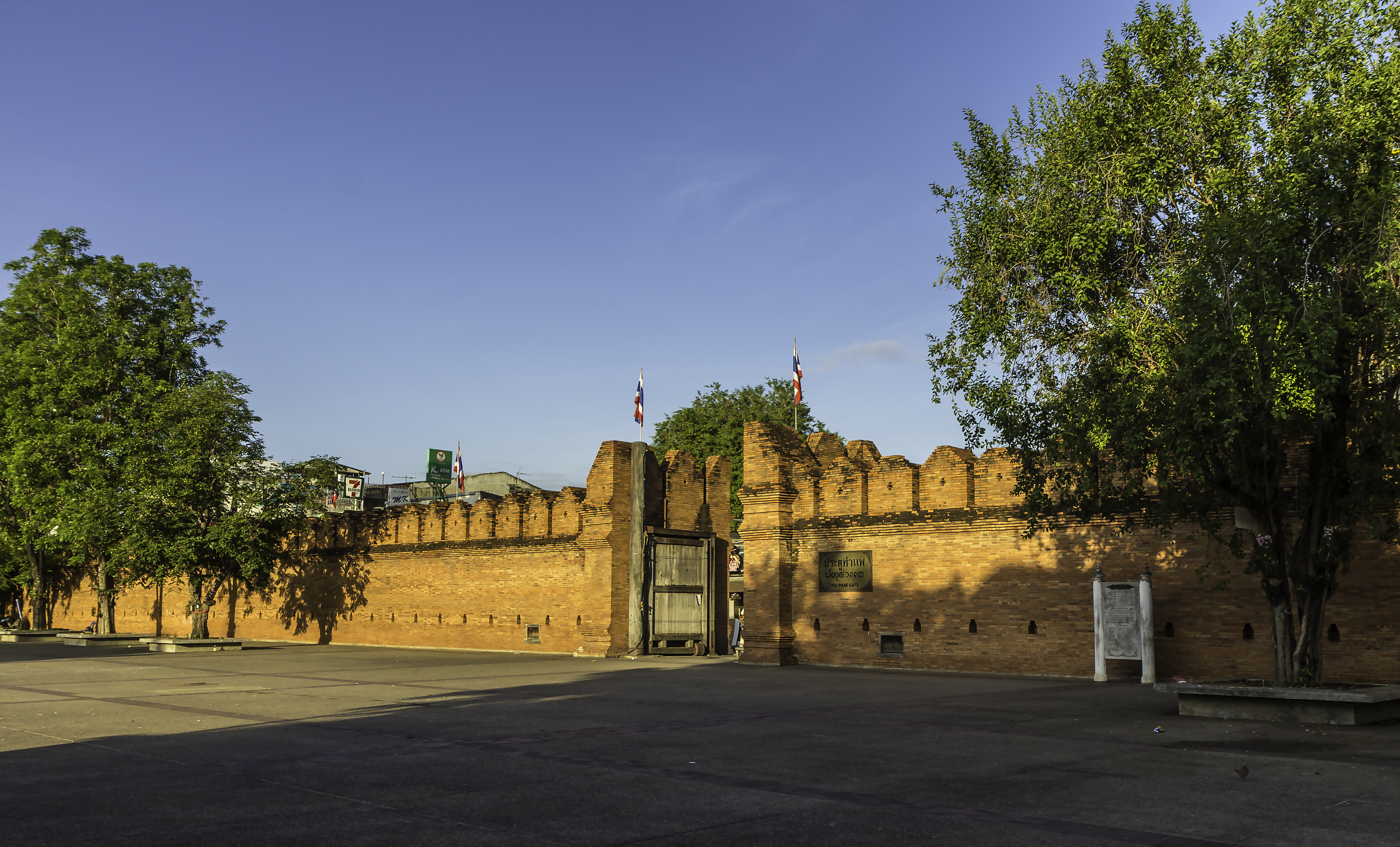
Pratu Tha Phae
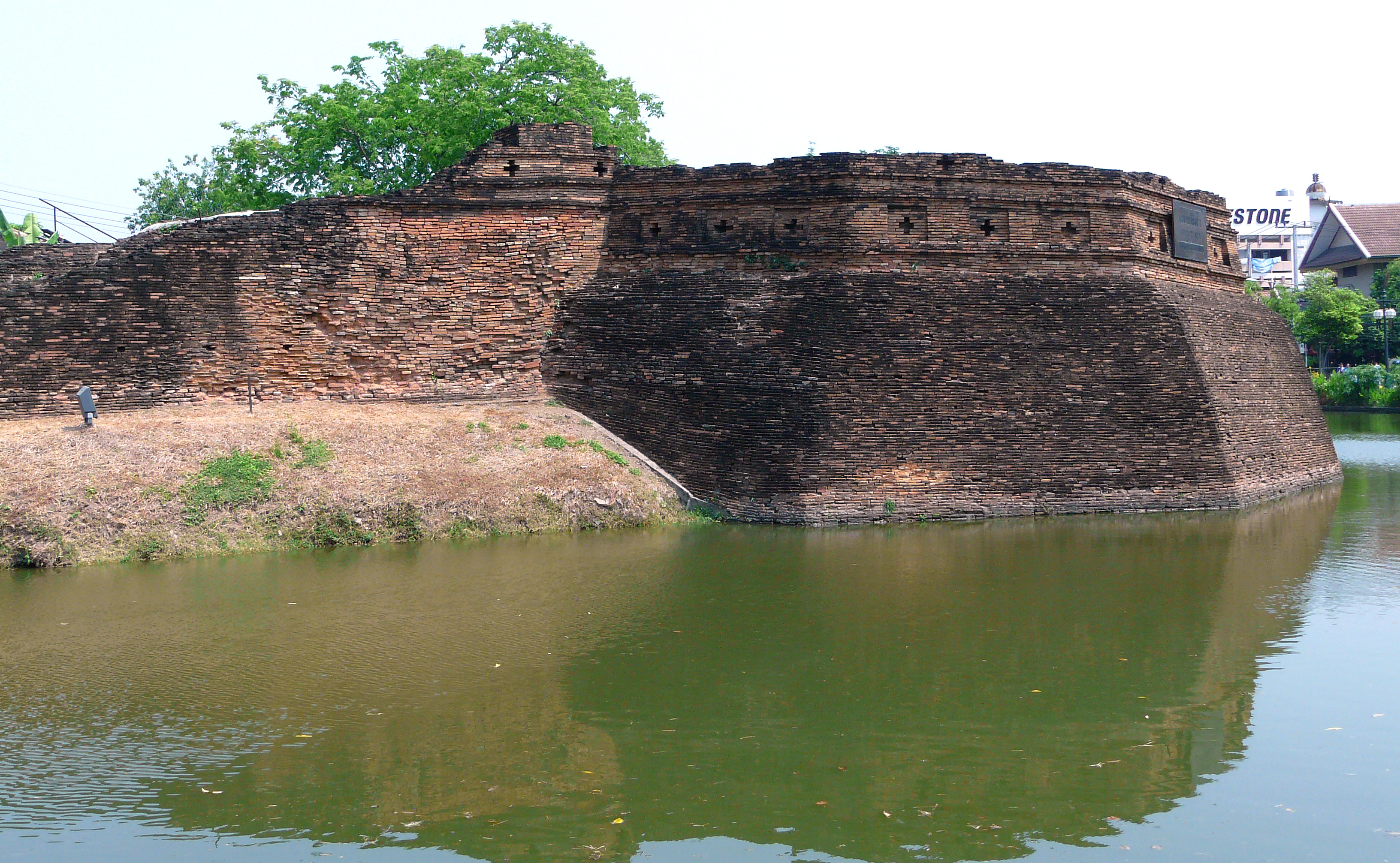
Chaeng Katam
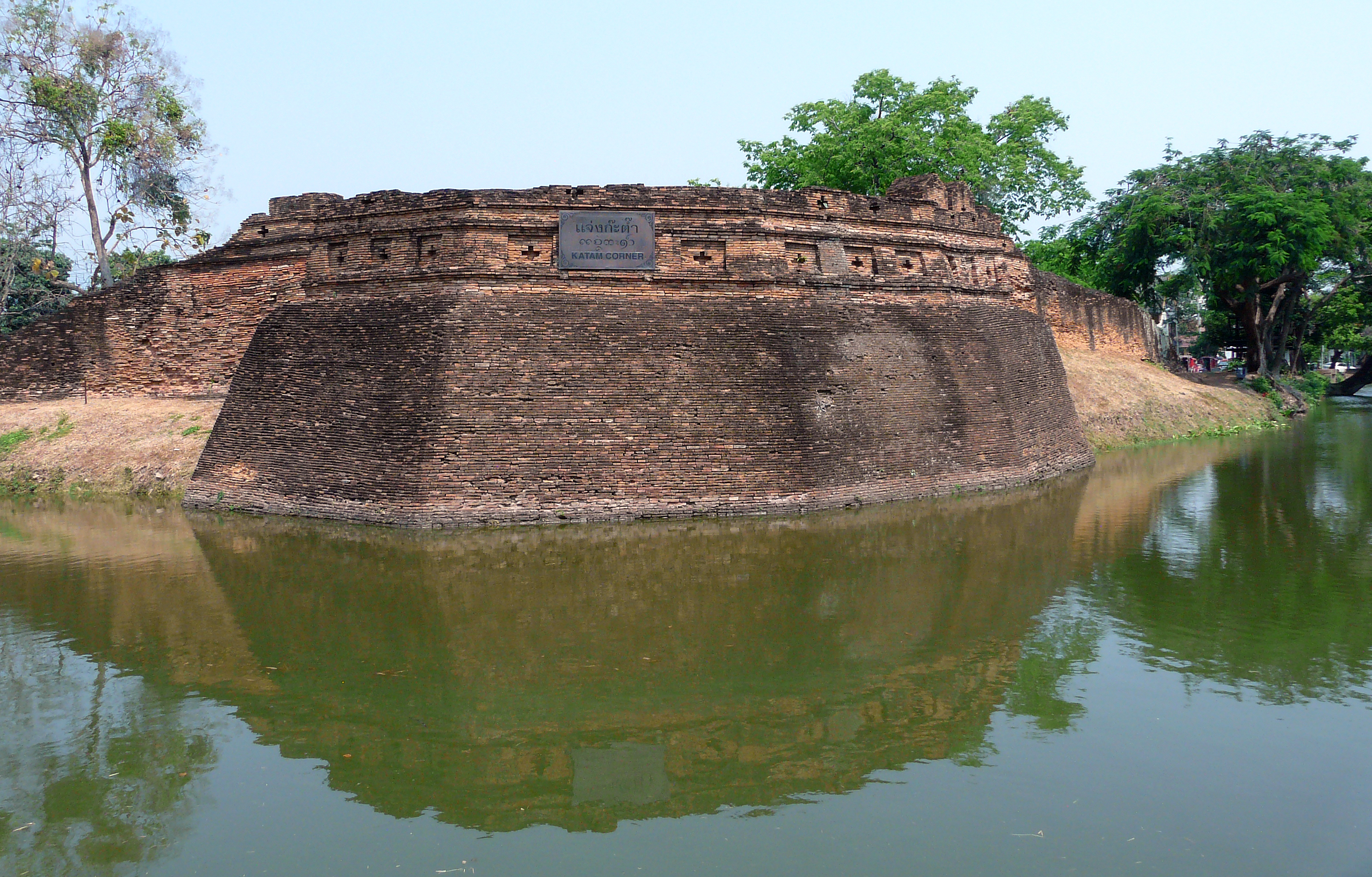
Chaeng Katam

### Pratu Chiang Mai (Südosttor)

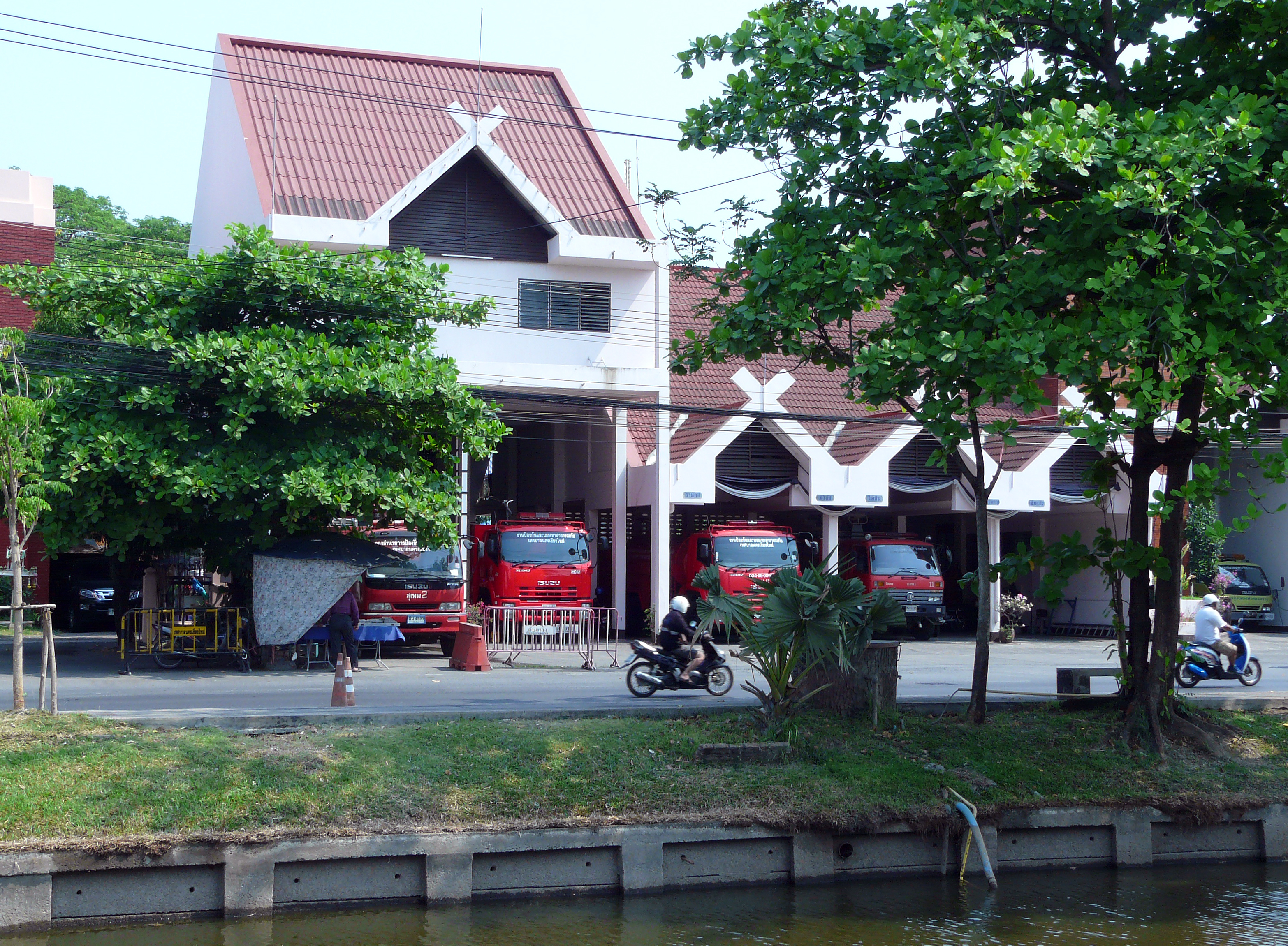
Zwischen Südost- und Südwesttor befindet sich heute die Wache der Feuerwehr von Chiang Mai

Die Wächtergottheit des Südosttores ist Chiang Mai Choeyaphumo, der dem hinduistischen Gott Yama entspricht.

### Pratu Saen Pung (Südwesttor)
Pratu Saen Pung (auch: Pratu Suan Prung ;ประตูแสนปุง oder ประตูสวนปรุง) ist eines der in den Chroniken erwähnten Stadttore, die erst später, möglicherweise im frühen 15. Jahrhundert unter König Sam Fang Kaen errichtet worden sind. Der Anlass mag gewesen sein, dass die Mutter des Königs durch dieses Tor vom Palast aus besser die stockenden Bauarbeiten am Wat Chedi Luang beaufsichtigen konnte.
Wie beim Pratu Chiang Mai ist Chiang Mai Choeyaphumo auch die Wächtergottheit dieses, ebenfalls nach Süden weisenden Tores. Der brahmanischen Tradition folgend, nach der der Süden die Richtung des Todes ist, war Pratu Saen Pung das Tor für Beerdigungsprozessionen. Darüber hinaus diente der Platz vor diesem Stadttor bereits in früheren Zeiten als Hinrichtungsstätte für Rebellen. Diese wurden an einen Pfahl gebunden, man durchbohrte ihren Bauch mit einem Speer und ließ sie sterbend zurück. Hier liegt möglicherweise die sprachliche Analogie zum Namen Saen Pung, der sich je nachdem, ob man Saen als Verb oder als Substantiv verwendet, mit „Gegen den Bauch handelnd“ oder aber auch mit „Park der Bäuche“ übertragen lässt.

### Chaeng Ku Rueang (Südwestliche Bastion)
Chaeng Ku Rueang (auch: Ku Hueang; แจ่งกู่เรือง oder แจ่งกู่เฮือง) ist eine massive backsteinerne, aus dem Mauerverlauf nach außen hervorspringende Bastion von etwa 1801, die einen rundlich/ovalen Grundriss besitzt.
Der Name Ku Rueang besitzt die Bedeutung von „Einer Chedi ähnliche Struktur, die die Asche des Ruang (Eigenname) enthält“. Mun Rueang war der Name des Wachoffiziers, der den hier von 1321 bis 1325 eingekerkerten Prinzen Khrua, einen Sohn des Königs Mengrai, bewachte und der auch an dieser Stelle ein Haus besaß. Möglicherweise verweist der Name der Zitadelle auf diese historische Episode.

Pratu Chiang Mai, Pratu Saen Pung und Chaeng Ku Rueang
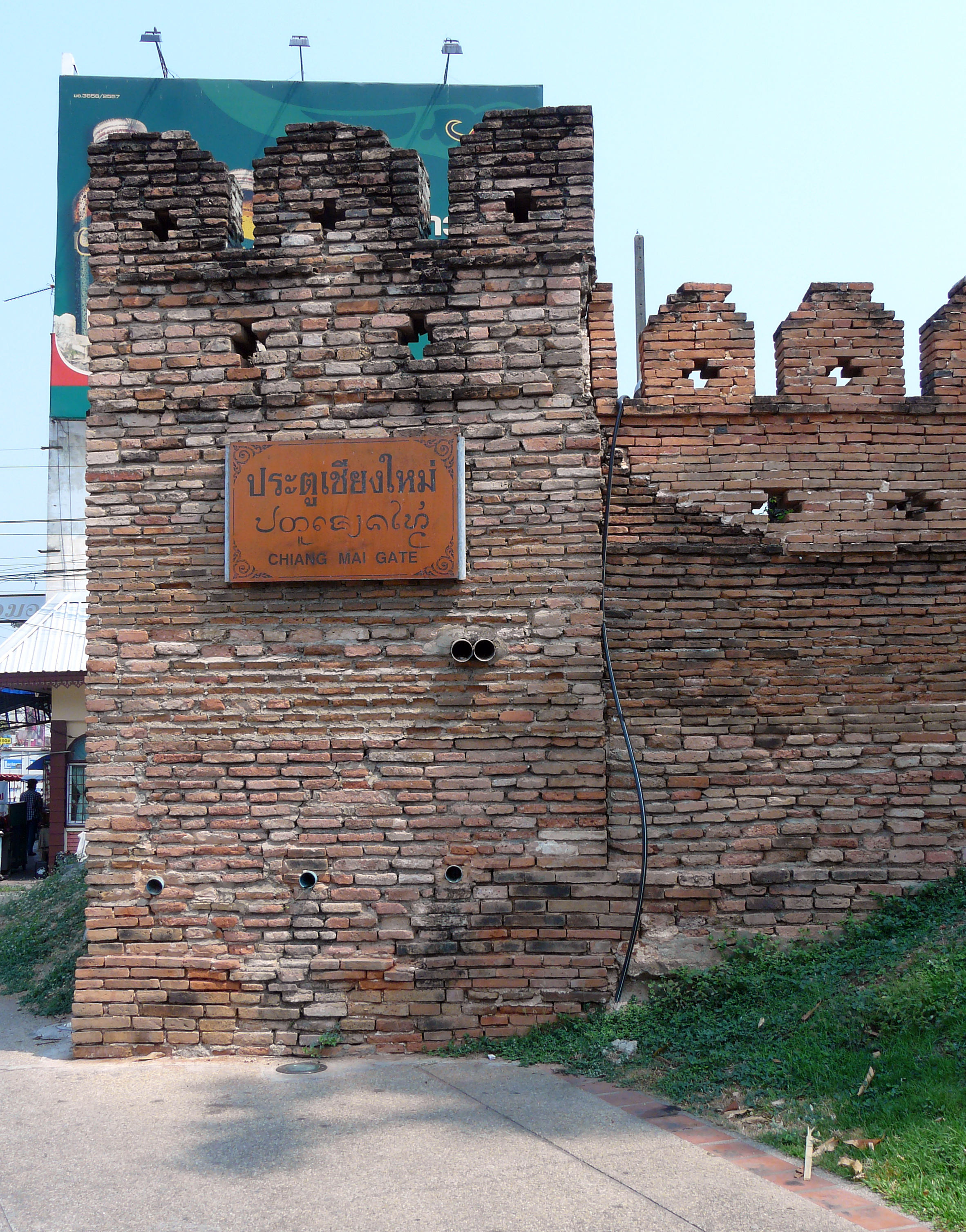
Pratu Chiang Mai
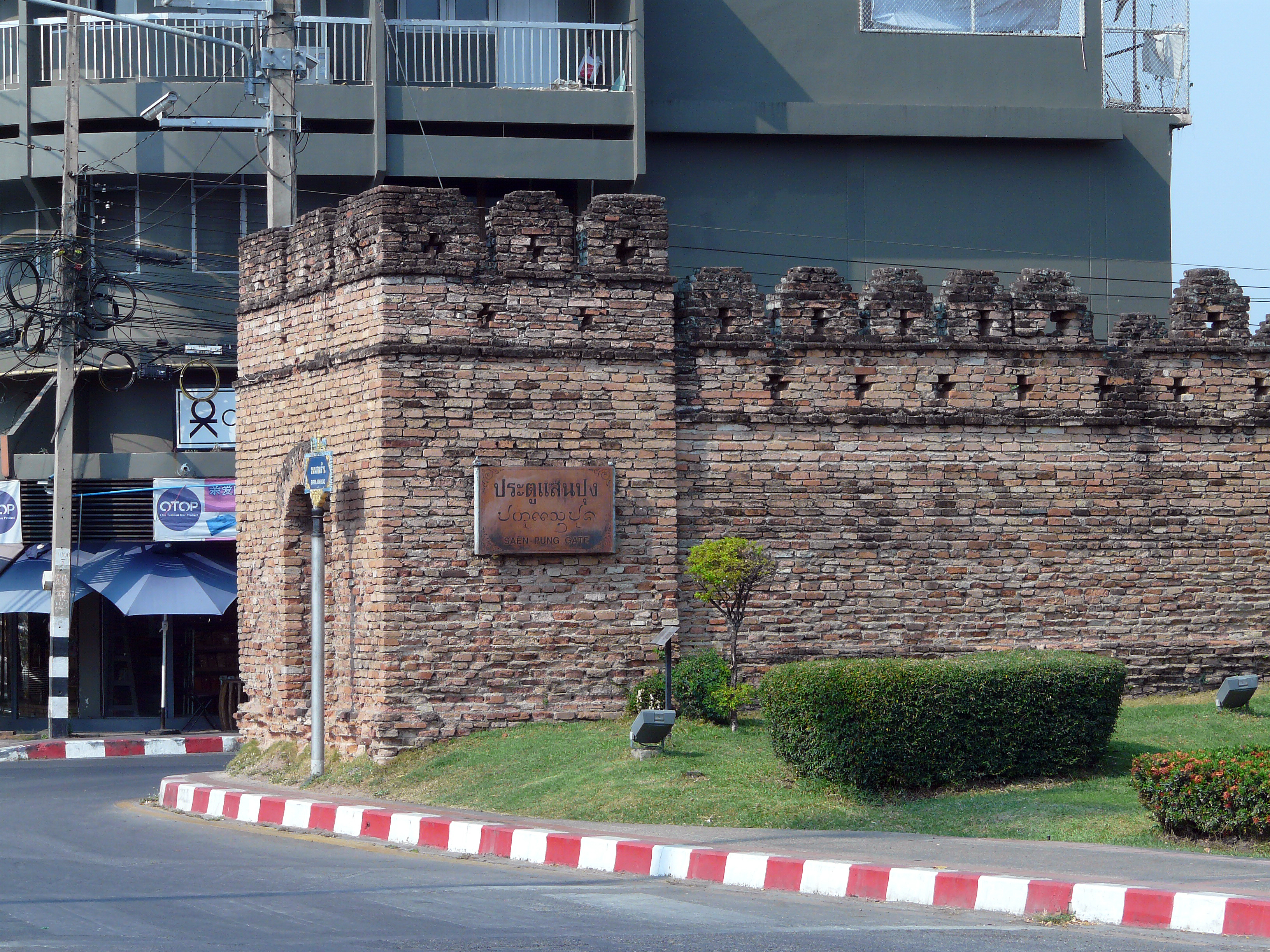
Pratu Saen Pung
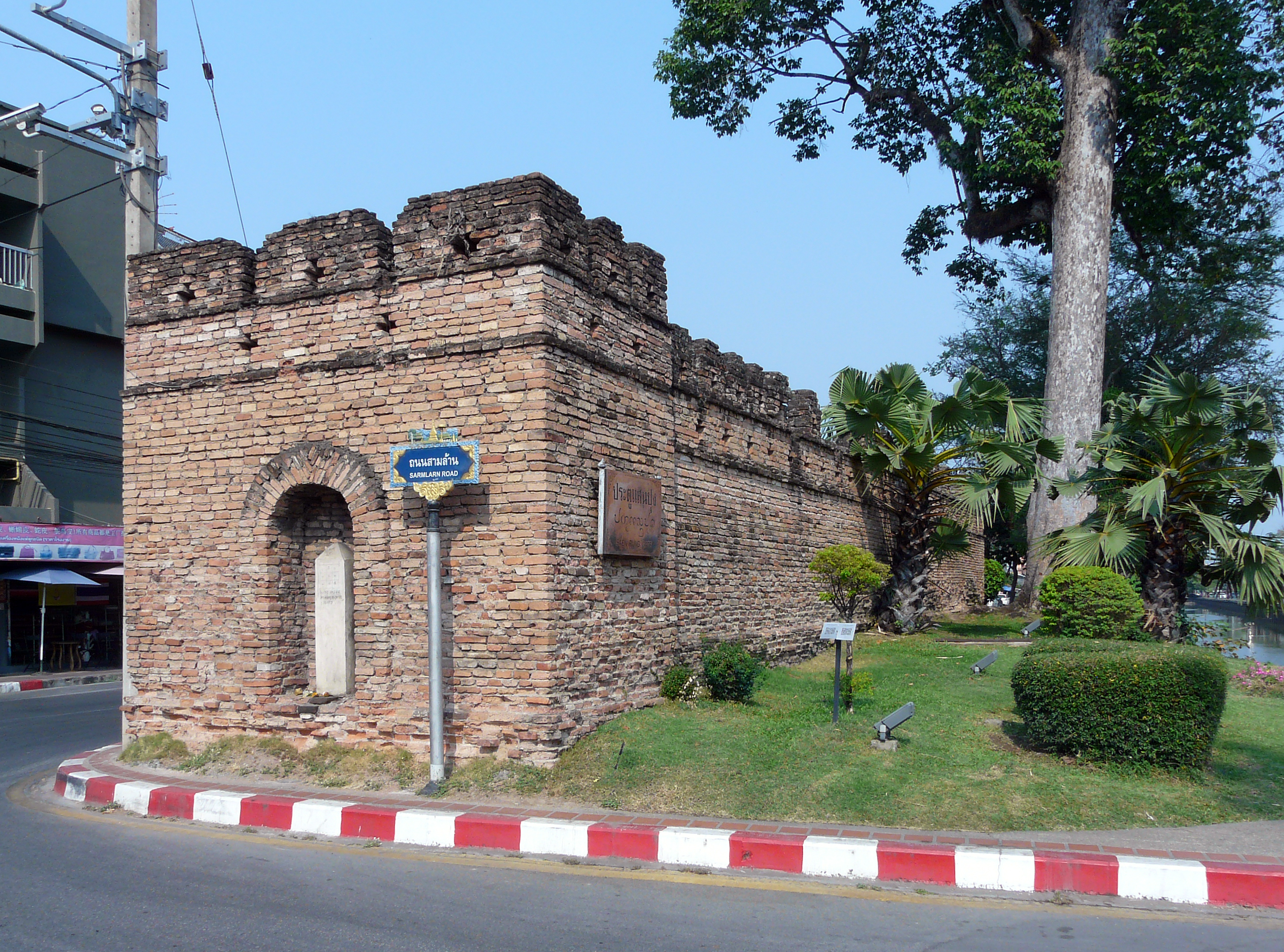
Pratu Saen Pung
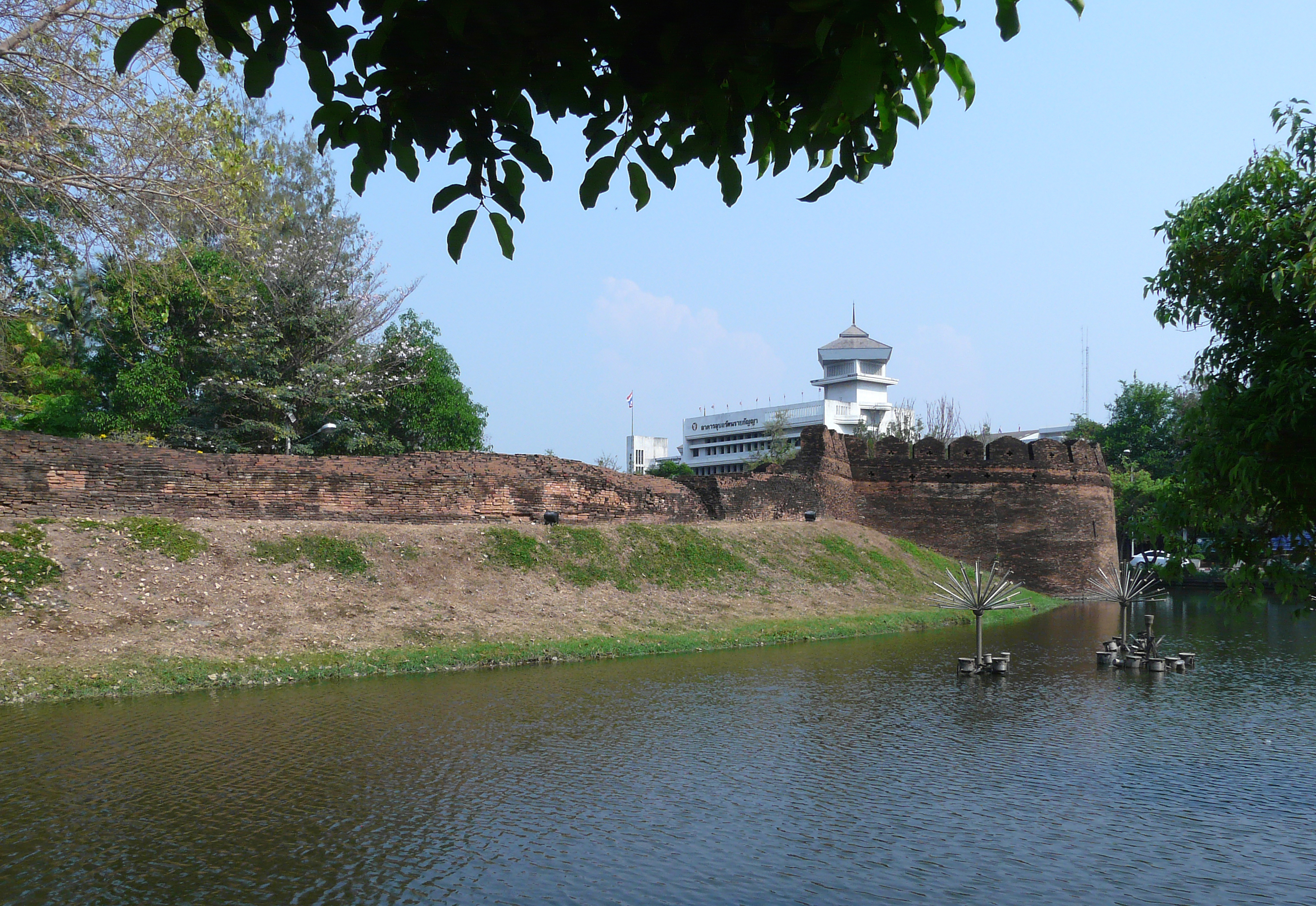
Chaeng Ku Rueang
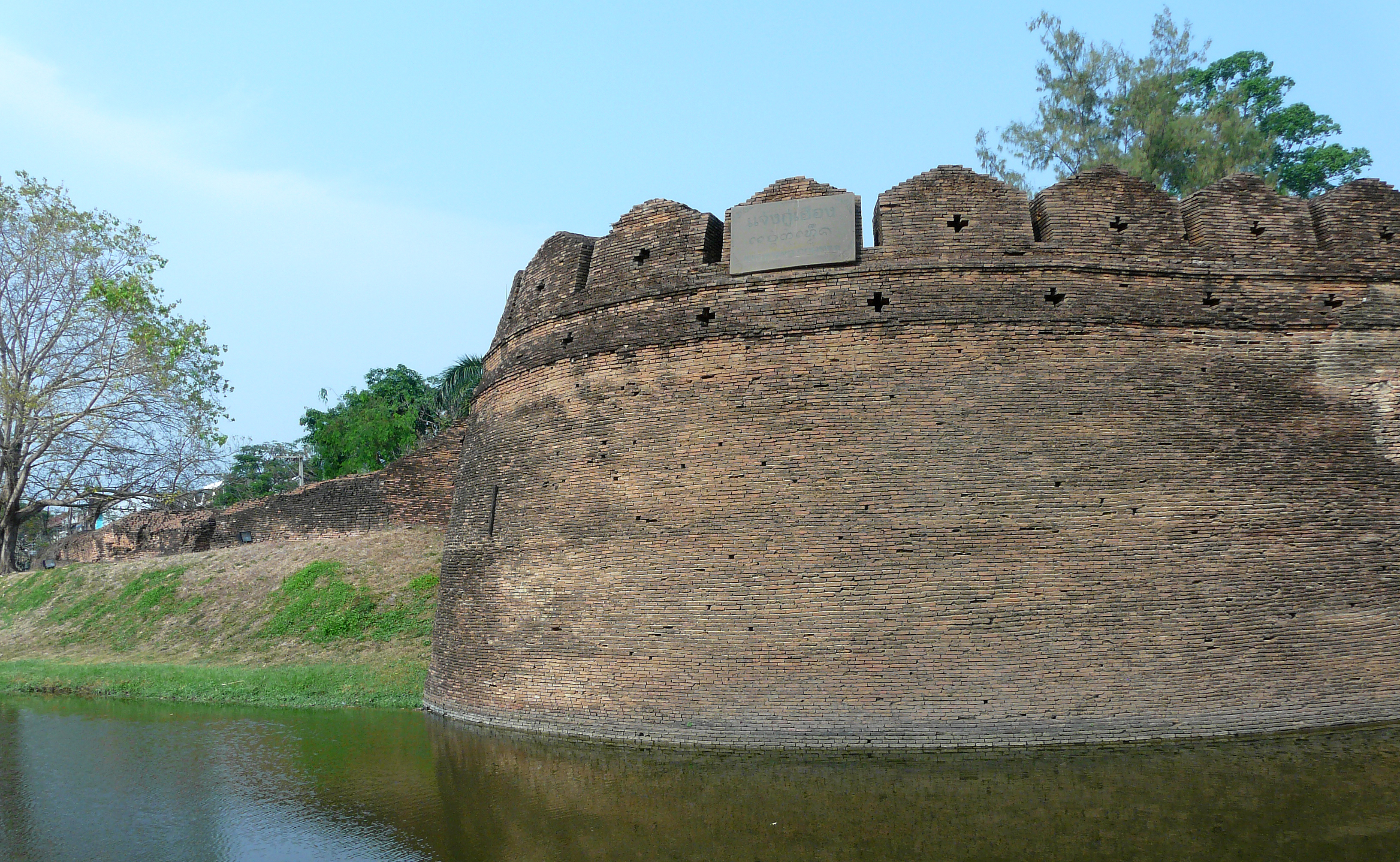
Chaeng Ku Rueang
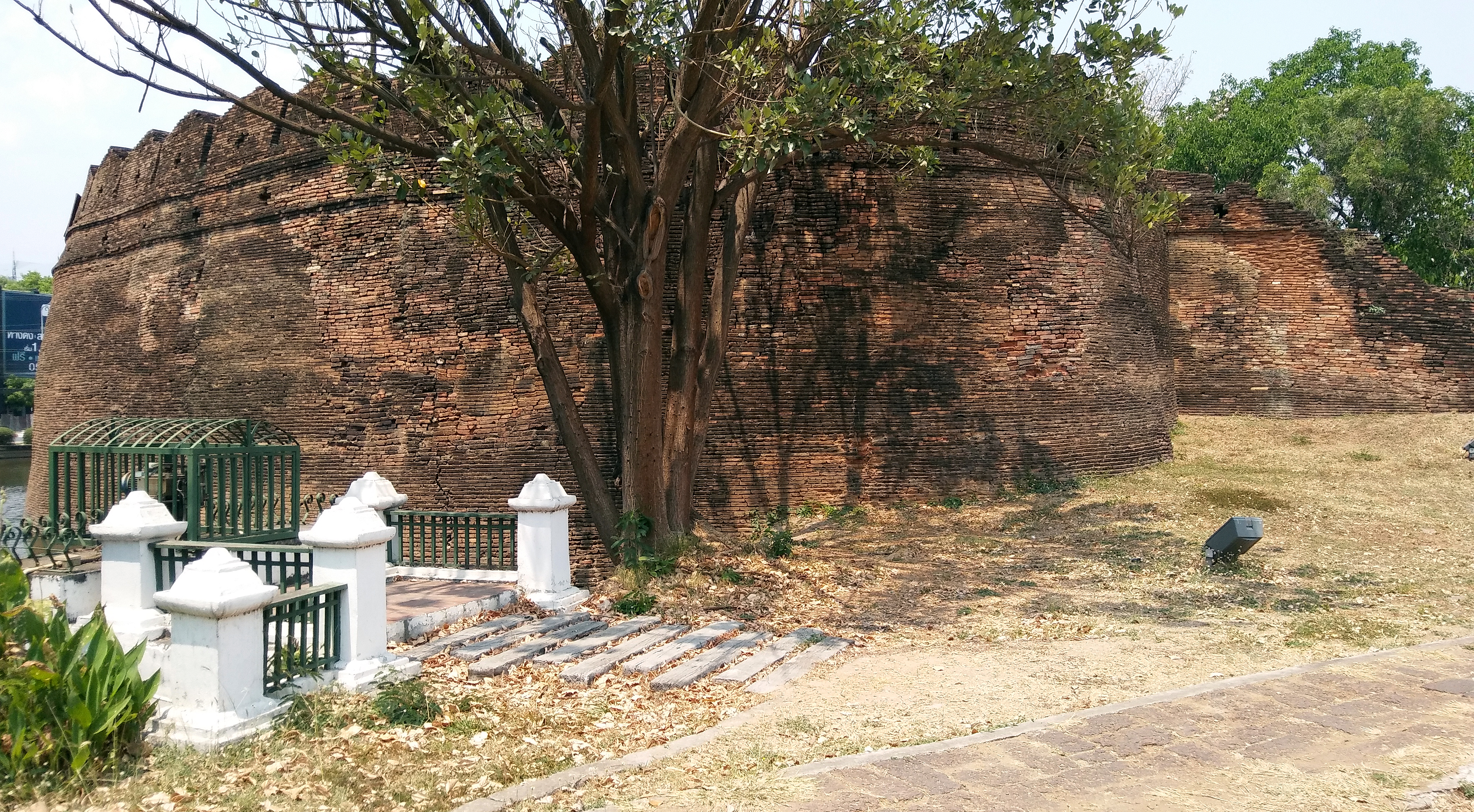
Chaeng Ku Rueang

### Pratu Suan Dok (Westtor)
Der Name Pratu Suan Dok (ประตูสวนดอก) bedeutet „Tor des Blumengartens“. Im Jahre 1371 stiftete der Herrscher Kue Na einen Teil der bislang königlichen Gärten dem angesehenen buddhistischen Mönch Sumana und errichtete dort den Wat Suan Dok. Der Weg, der vom Stadttor nach Westen führte, verband die Stadt mit diesem Kloster. Die Wächtergottheit dieses Stadttores ist Suan Dok Sarachato, der dem indischen Gott Varuna entspricht.

### Chaeng Hua Lin (Nordwestliche Bastion)
Chaeng Hua Lin (แจ่งหัวลิน) ist wie Chaeng Ku Rueang eine um 1801 errichtete, ziegelsteinerne Bastion mit rundlich/ovalem Grundriss, die aus dem Mauerverlauf nach außen hervorspringt. Der Name Hua Lin bedeutet Quelle des Wassers und weist auf den Umstand, dass an dieser Ecke der Stadtumwehrung der Stadtgraben vom Mae Nam Huai Kaeo seinen Wasserzulauf bezog.

Pratu Suan Dok und Chaeng Hua Rin
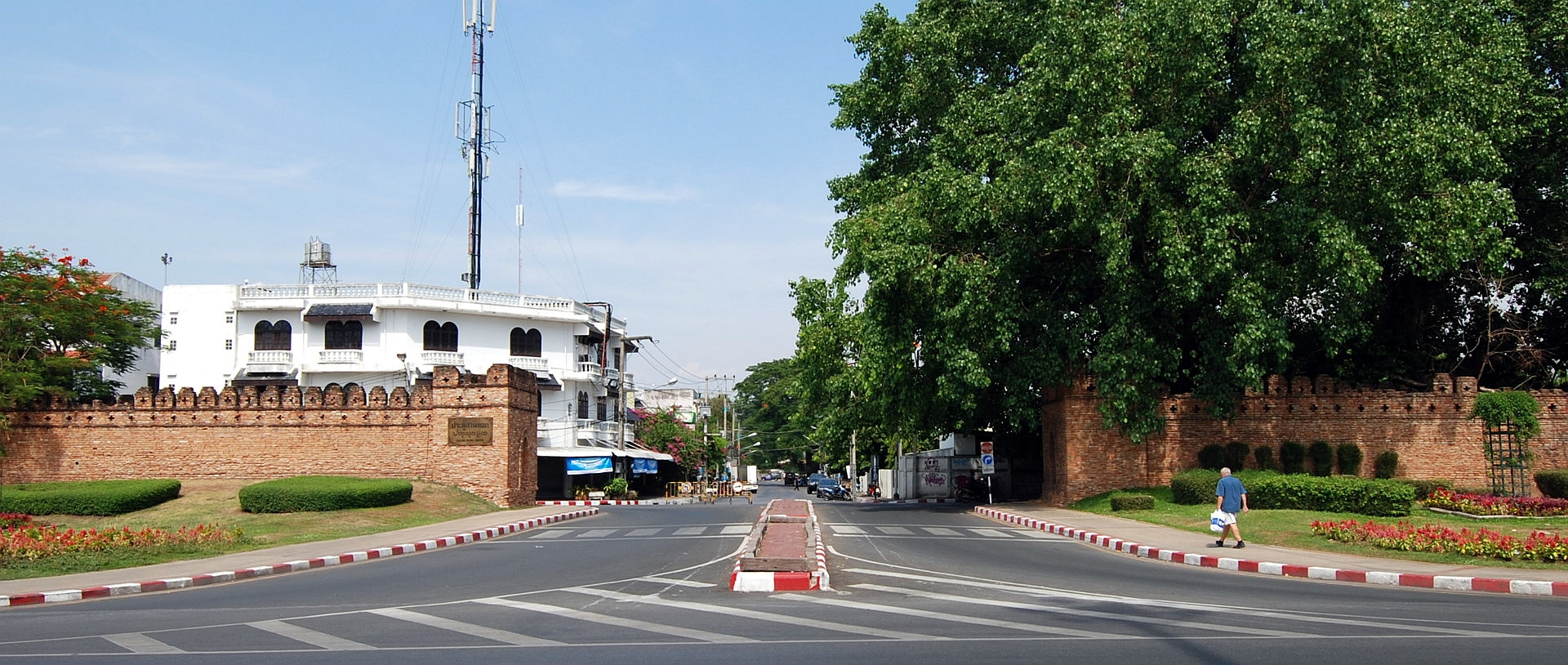
Pratu Suan Dok
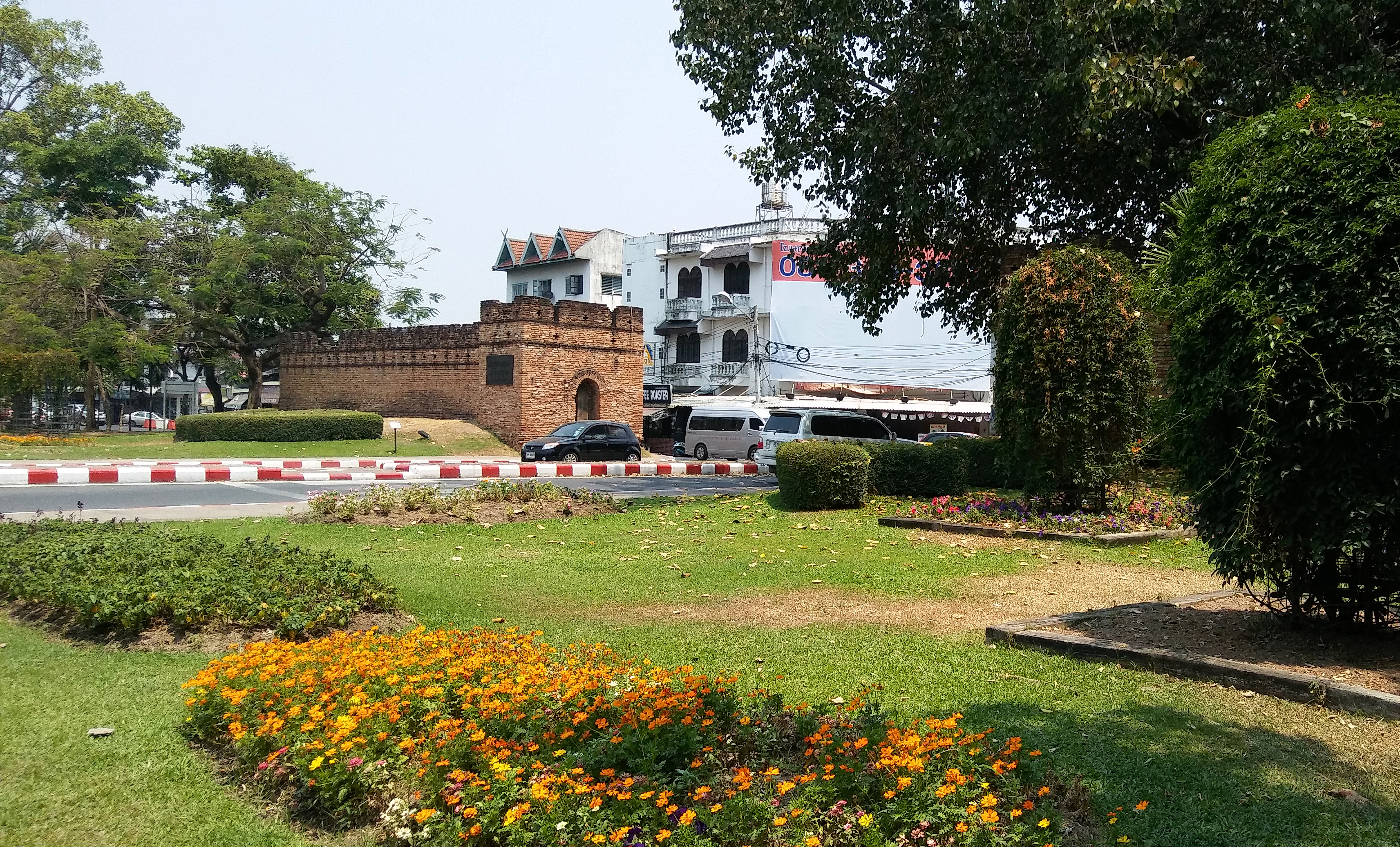
Pratu Suan Dok
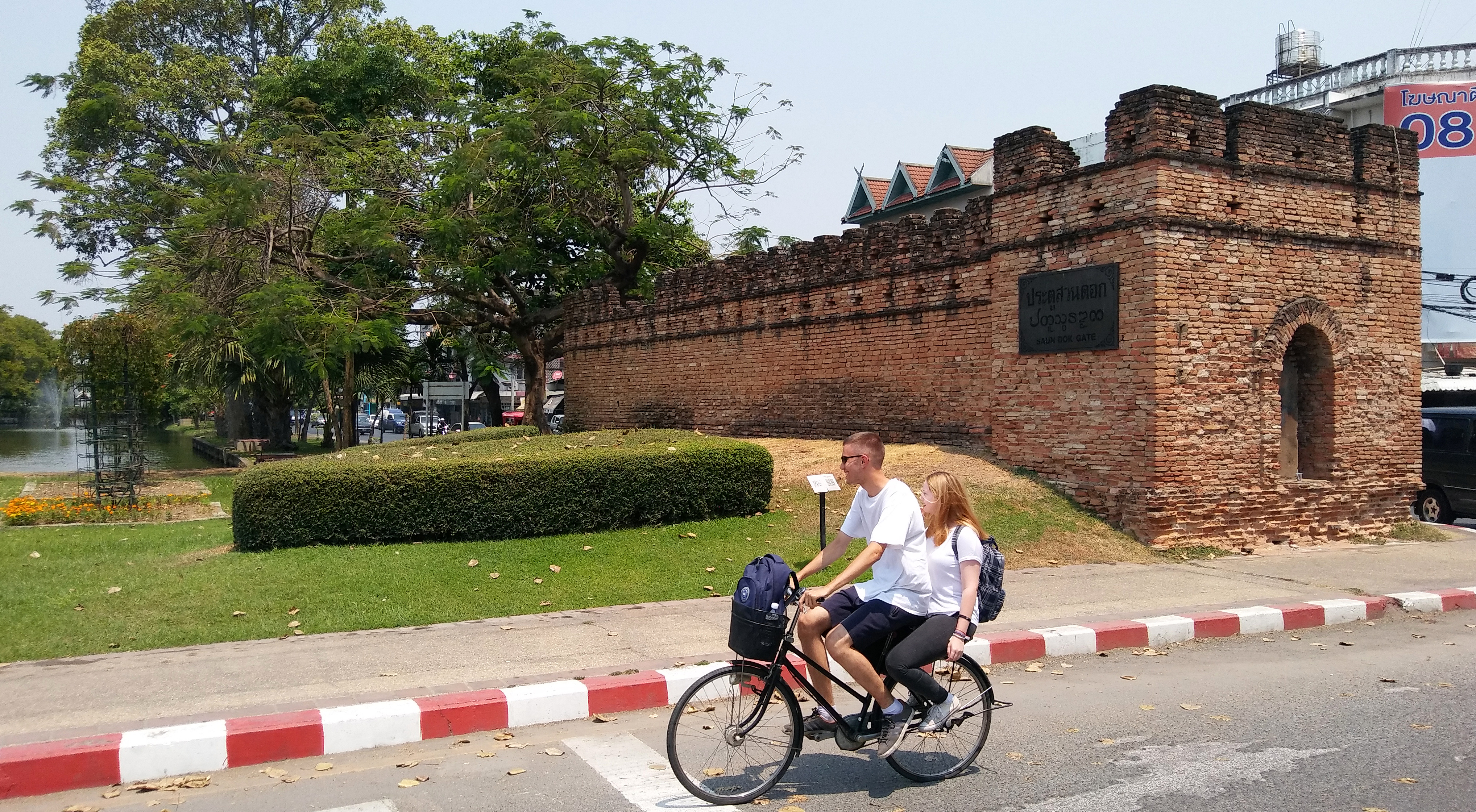
Pratu Suan Dok
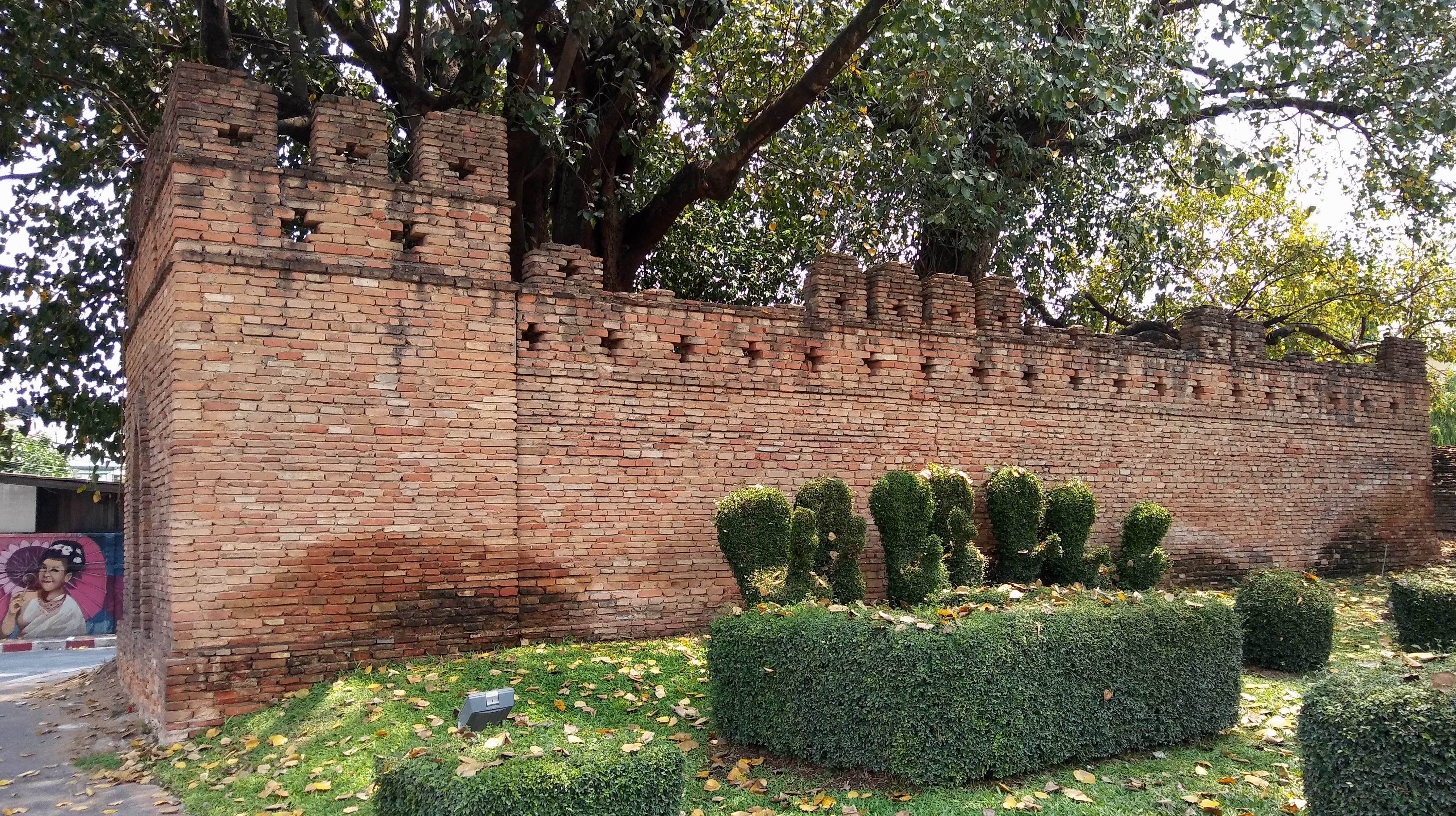
Pratu Suan Dok
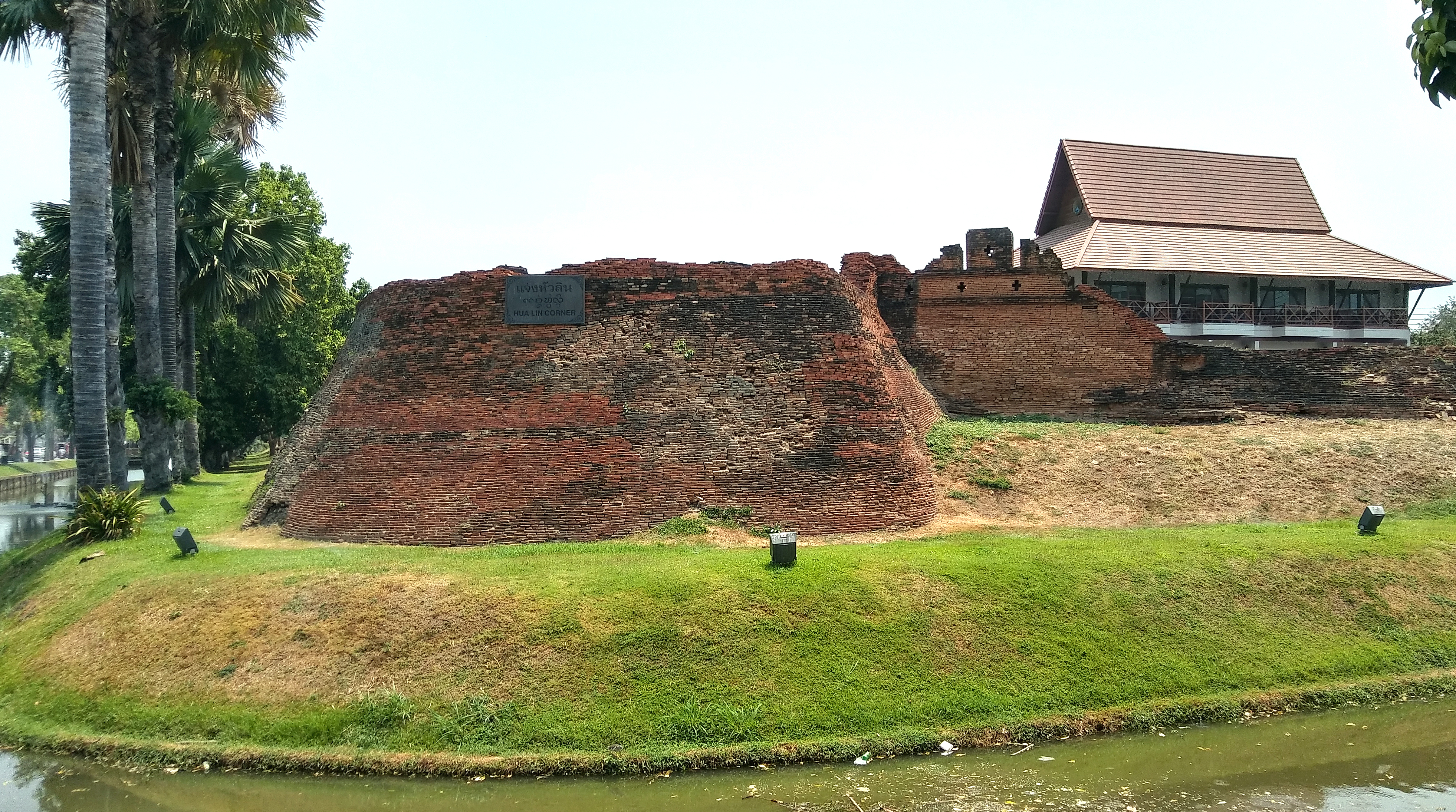
Chaeng Hua Lin
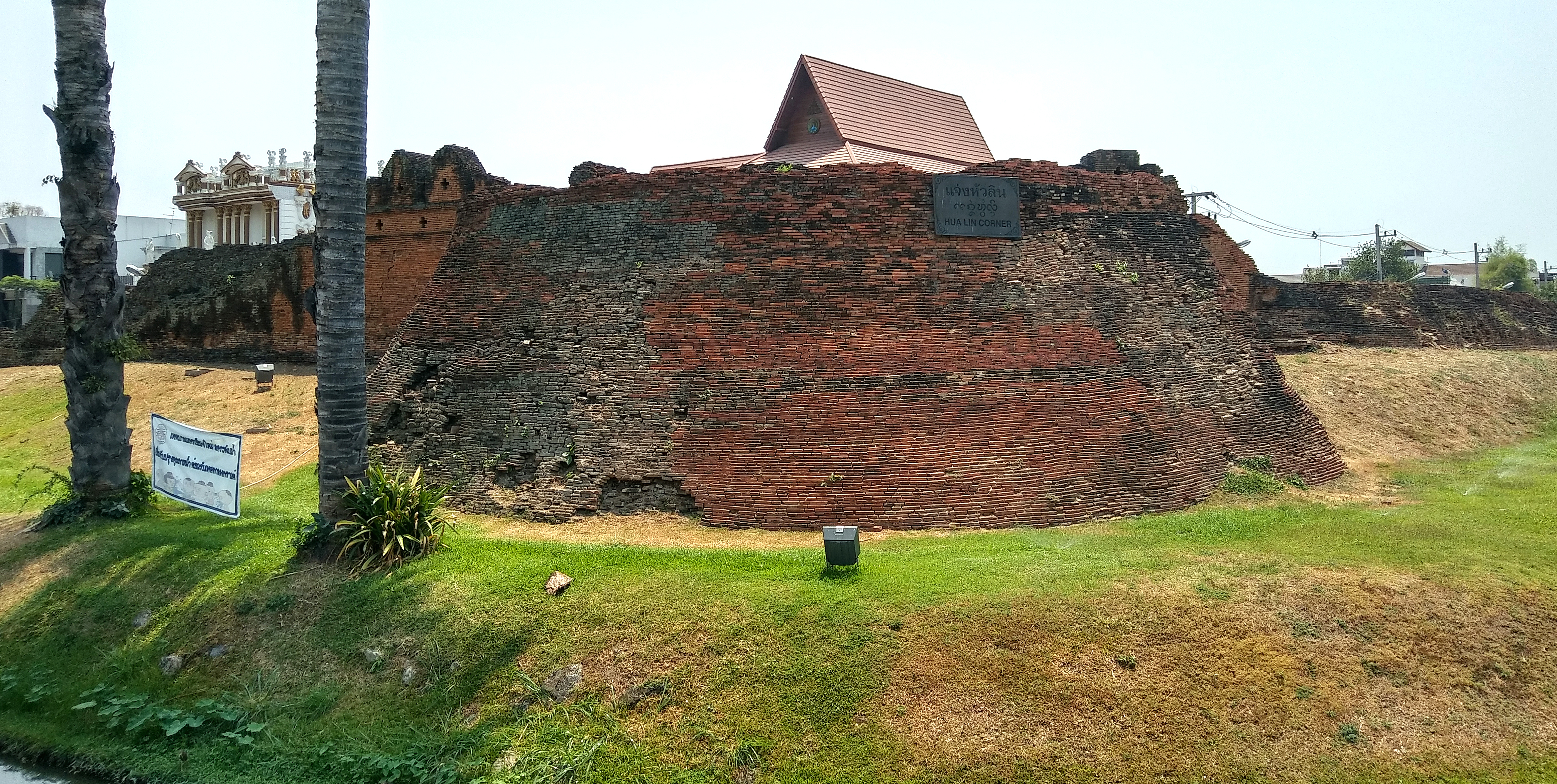
Chaeng Hua Lin